# モンスター烈伝 オレカバトル
『モンスター烈伝 オレカバトル』（モンスターれつでん オレカバトル）は、コナミアミューズメントのトレーディングカードアーケードゲーム。稼働期間は2012年3月14日 - 2022年3月31日。2024年12月17日より続編となる『モンスター烈伝 オレカバトル2』が稼働開始した。本作を原作とした漫画・テレビアニメについても本項で扱う。

## 概要
デジタルカメラの写真印刷に使われる光沢紙（カードサイズは同じくコナミから発売されている遊☆戯☆王オフィシャルカードゲームと同じサイズ）を使ったプレイヤー名入りのカードが排出されるアーケード用のカードゲーム。そのため小型のプリンターが内蔵されている。また、出てくるカードが印刷済みのカードではなく、リアルタイムで発行されるカードでの初の作品であり、トレーディングカードアーケードゲームとしては初めて縦画面のモニターを搭載している（これは後に出回ることとなった）。基本的に1プレイごとにプレイヤーのモンスターのレベルが1上昇し、最大で10まで設定されている。略称は「オレカ」で、ゲーム内でプレイヤーが使用するカードについても同様である。
コナミグループ再編に伴い、2016年11月1日付で発売元がコナミデジタルエンタテインメントからコナミアミューズメントへ変更された。
2022年3月31日をもってe-amusementサービスを終了。これにより本作は稼働終了となり、「迅雷の章」が最終弾となった。
2024年5月10日、本作の続編となる『モンスター烈伝 オレカバトル2』（モンスターれつでん オレカバトルツー）が発表され、同年12月17日に稼働が開始された。

## ゲームプレイ
1人1プレイ・100円と2人対戦1プレイ・200円。
- 100円投入後、記録の鍵（メモリーカード）を使用するかを選択（作成や複製には100円の追加投入が必要）。スキャンするとe-AMUSEMENTにアクセスされ、名前とゲーム内マネーの現所持数が表示され、新5章以降は通信完了時にプレイヤー名と共にパンドラが挨拶をする[4]。
- 初回プレイ時にプレイヤー名を入力しなければならないが、不適切な言葉だと強制的にオレにされる。
- メインメニューでバトル・どうぐ屋（記録の鍵使用時のみ）・闘技場（闘技場アイコンの付いた筐体のみ対象）・仲間とのバトル・アイテムとカードの合成やランダムでオレカを取得できるモードが表示される。またオレコマンドを入力するモードがあり、このモードでアニメの次回予告時およびネット配信番組「オレカ野郎! 全員集合」のオレコマンドコーナーにて発表されるオレコマンドをジョイスティックで入力すると謎の神殿へ直行となり、レアアイテムも必ず落とす[5]。
- バトルモードでは、遊びたい章をレバーで選択でき、ランダム、もしくは一部指定日では幻定モンスターが出現する幻定エリアが表示される。新4章の3次解禁以降はオレカのストーリーを順番に進行するクエストモードも実装された。
- どうぐ屋モードでは、一部モンスターをパワーアップ、もしくは幻定エリアを出現させるために必要なアイテムをゲーム内マネーを使って購入することができる。選択後にモードを終了するとどうぐ屋の項目がメインメニューから消えてしまうので注意が必要。一度購入して新たなアイテムを購入したり、再度同じアイテムを購入することも可能。なお、幻定エリアに入るために必要なアイテムはその幻定エリアに入ると消滅する。
- 章を選択後、カードをスキャンするフェイズに移行し、最大で3枚のカードを読み込む。モンスターのイラストが描かれたカード表面の右上に書かれた専用のQRコード[6]を使って読み込むため、この面を上にして、筐体のパンドラの鍵穴を模したスキャナーに差し込むと読み込まれる[7]。カードがない場合は選んだ章に対応した3体のモンスターが自動で配置される。また、新章などが未解禁の状態で『コロコロコミック』の付録カード（「さすらいの○○」と表記されているカード）をスキャンすると新章や新たなボスモンスターが解禁され、スキャンなどの動作も一からやり直しとなる。なお、名前が違うカード、もしくはガシャポンのキーホルダーのタグに書かれたQRコードを読み込んだ場合は、かりモン（CPU）になって操作ができなくなり、カード化も合成素材として利用することもできない。アプリ版やオレカンペキデバイス（旧式もしくはGどちらでもOK）での名前が同じでないと、プレイヤーとして認識されない。スキャンしたカードの構成によってはステータスがアップすることもある。
- スキャン後に選択した敵チームとバトルをする。スキャンしたモンスターのクラス（カードイラストの左上に書かれている星印）の合計によって出現する敵モンスターが異なる。ボスモンスターも出現することがあり、その場合はごく薄めのシルエットで表記される。特定のモンスターをスキャンするとボスモンスターが確定で出現する。また、特有のモンスターでボスモンスターに挑む場合はカットインが挿入され、オレカの世界観とストーリー、そのモンスターとの関係を知ることができる。カードを1枚でもスキャンしていれば単体攻撃を仕掛ける場合レバー左右で敵選択が可能。コマンドは6列のルーレット形式で発動され、ルーレットはクラス数によって最大で4段階ある（崩星竜ブラックドラゴン、創世竜プロトスタードラゴンはカードには記載されていないが5段階ある）。
- 敵にダメージを受ける[8]、もしくは自軍全てのターンが終了、自軍のモンスターが1体撃破される、スライム系などのモンスターでゲージ上昇のコマンドを発動すると下にあるEXゲージが溜まっていき、満タンの状態でジョイスティックを下に倒すとモンスターの特殊技・EX技を出すことが出来る。EX技発動可能な状態のモンスターは味方の場合は眼が緑色に光り、敵の場合は眼が赤色に光る。EX技を発動させる方法は、ボタン連打・ジョイスティック回転・ルーレット[9]などモンスターによって異なる。新4章からはタマゴンやケロゴンの絵柄を揃えるようにボタンでスロットを止める、レバーで決められたコマンドを入力する、連打で鎖を破壊するといった動作が追加された。なお、敵の場合はルーレットのみとなる。
- バトル後、勝利するとゲーム内マネーが溜まり[10]、レベルアップと同時にコマンドが変更される。変更させずに終了することもできる。レベル7以降はカードの枠の色とモンスターのイラストが変わり、枠はレベル7 - 9で銀色に、レベル10で金色になる。また、レベル10のカードは稀にキラ仕様になることもある。
- 条件を満たせばレベル10にすることでクラスチェンジ（進化）、および自軍と敵モンスター、自軍と敵が落としたアイテムとモンスター、特定のアイテムを所持した特定のモンスターとその条件に合ったモンスターを合体することで、新たなアイテムやモンスターを生成する「合体の館」に移行。ボスモンスターの場合は、ボスモンスターとバトルした際に落としたレアアイテムを合体させると、ボスモンスターとしてバトルした際のイラスト（ボスイラスト）に変わる。同じクラスもしくは属性・種族系のスライムと合体するとベースとなったモンスターのレベルが上昇する。
- カード化のフェイズに移行し、カード化するモンスターと所持させるアイテムを選ぶ（最大で6枚カード化でき、100円を追加する毎に増えていくが、1枚でやめることもできる）。敵軍のモンスターをカード化することもできるが、カード化できない敵モンスターとバトルした場合は自軍のモンスターしかカード化できない。また、名前の前に刻まれる称号は基本的に「オレカバトラー」（レベル1 - 6）、「オレカナイト」（レベル7 - 9）、「オレカマスター」（レベル10）であるが、プレイ結果やパーティの構成などによって称号が異なる[11]。相手のモンスターによってはアイテムを落とすが、ボスなどの一部モンスターは稀にしか落とさない（通称・レアドロップ）。オレカ発行時にジョイスティックを回したりボタンを押したりすると、様々な効果音が流れる。また、アニメ放送時にはオレカ発行開始時にジョイスティックを下に倒すとアニメのPVが流れていたが、アニメ放送終了直前に解禁された新4章以降は記録の鍵を使用している状態の場合のみ記録の鍵の鍵飾りやそれぞれの章のイメージイラストの閲覧、アイテムストック機能[12]が使えるようになった。ごく稀にパンドラがシリアスな口調で合体や進化などのヒントを言うこともある。
- プレイ終了後はモンスターの合体や進化などのヒントが示される。

## 歴史
オレカバトル
- 2012年
  - 3月22日 - 序章「勇者の旅立ち」が解禁。
  - 6月15日 - 第1章「魔海の神殿」が解禁。
  - 9月14日 - 第2章「砂縛の遺跡」が解禁。
  - 12月15日 - 第3章「風隠の祭壇」が解禁。
- 2013年
  - 3月15日 - 第4章「灼熱の煌国」が解禁。
  - 6月15日 - 第5章「氷劇の海域」が解禁。
  - 9月14日 - 第6章「孤毒の沼地」が解禁。
  - 12月15日 - 第7章「雷盟の城門」が解禁。
- 2014年
  - 3月15日 - 新序章「新たなる旅立ち」が解禁。
  - 6月13日 - 新1章「魔海の侵攻」が解禁。
  - 9月13日 - 新2章「砂縛の解放」が解禁。
  - 12月13日 - 新3章「風隠の陰謀」が解禁。
- 2015年
  - 3月14日 - 新4章「灼熱の煉獄」が解禁。
  - 6月15日 - 新5章「氷劇の行路」が解禁。
  - 9月15日 - 新6章「孤毒の浄化」が解禁。
  - 12月15日 - 新7章「雷盟の逆鱗」が解禁。
- 2016年
  - 3月19日 - 闇の章が解禁。
  - 6月15日 - 星の章が解禁。
  - 9月7日 - 時の章が解禁。
  - 12月14日 - 光の章が解禁｡
- 2017年
  - 3月15日 - 夢の章が解禁。
  - 6月14日 - 命の章が解禁。
  - 9月22日 - 絆の章が解禁。
  - 12月13日 - 現の章が解禁。
- 2018年
  - 3月14日 - 辰砂の章が解禁。
  - 6月13日 - 瑠璃の章が解禁。
  - 9月12日 - 琥珀の章が解禁。
  - 12月12日 - 翡翠の章が解禁。
- 2019年
  - 3月13日 - 焔の章が解禁。
  - 6月12日 - 雫の章が解禁。
  - 9月11日 - 巌の章が解禁。
  - 12月11日 - 嵐の章が解禁。
- 2020年
  - 3月11日 - 暁の章が解禁。
  - 7月8日 - 湊の章が解禁。
  - 10月14日 - 楔の章が解禁。
- 2021年
  - 1月13日 - 榊の章が解禁。
  - 4月14日 - 紅蓮の章が解禁。
  - 7月14日 - 氷華の章が解禁。
  - 10月13日 - 菖蒲の章が解禁。
- 2022年
  - 1月12日 - 迅雷の章が解禁。

オレカバトル2
- 2024年
  - 12月17日 - 序章「勇者の目覚め」が解禁。
- 2025年
  - 3月15日 - 第1章「魔海の竜宮」が解禁。
  - 6月13日 - 第2章「砂縛の要塞」が解禁。

各章の名称は「◯◯の〜」となっており、序章および新序章以外の◯◯部分にはその章のテーマとなる属性に関する漢字が入る。
新序章以降は過去の章をマイナーチェンジさせたものが解禁され、従来のモンスターの他に、新規のモンスターも登場する。
2016年からは「◯の章」や「◯◯の章」となっており、『コロコロコミック』では「オレカバトルクロニクル」が始まったと記されている。ただし、モンスターが何十体も登場するわけではなくなり、イベントで1、2体登場するだけになった。
2013年10月28日より『ドラゴンコレクション』の筐体で本作がプレイできるようになった。
2016年には海外展開が行われ、海外版の開発中の映像がYouTubeのコナミ公式チャンネルで配信されている。

## モンスター
オレカバトルには、現在の状態で800体以上のモンスターが存在する（カード化不能のモンスターも含める）。
序章「勇者の旅立ち」
最初の章であるこの章では90体のモンスターが登場した。

- ツブレトマト
- ツブレアオトマト
- ジバクガエル
- ミミトシシ
- タマゴン
- ケロゴン
- ウサミコ
- ウサヌシ
- アメト
- 赤のプリンセス（ボスモンスター）
- 赤の王女
- 赤の女王（ボスモンスター）
- スライム
- スライム・シルバー
- スライム・ゴールド
- スライム・マナ
- 火竜のタマゴ
- プチドラゴン
- レッドゴン
- レッドラゴ
- レッドドラゴン（ボスモンスター）
- 太竜のタマゴ
- ベヒ
- ベヒモ
- ベヒモス
- 重竜ベヒモス（ボスモンスター）
- 水竜のタマゴ
- チビドラゴン
- ブルゴン
- ブルドゴン
- 鳥竜のタマゴ
- ドラコッコ
- ケツアル
- 戦士タンタ（主人公モンスター。担当声優は尾崎裕紀]）
- 魔戦士タンタ（ボスモンスター。担当声優は尾崎裕紀）
- 白騎士クフリン（担当声優は松本大督）
- 黒騎士ゲボルグ
- 召喚士キク（担当声優は小川慎太郎）
- 破戒僧キク
- 祭司キキク
- 呪師ツクヨミ（ボスモンスター）
- ロボ弐式
- ロボ弐式陸戦型
- ロボ参式
- プロトタイプCodeIII（ボスモンスター）
- 魔法使いジョン
- 黒魔法使いジョン
- 魔導師ジョンガリ
- 暗黒司祭ジョンガリ
- アーサー
- 正騎士アーサー
- ジーク
- 風のジーク
- ラクシャーサ
- 狂戦士ラクシャーサ
- ゼロ
- 風魔の零
- ライジイ
- 雷鬼ナルカミ（担当声優は田中太郎）
- デメラ
- 悪魔デメララ
- カブト
- 猛将カブト
- クワガ
- 勇将クワガ
- 吟遊詩人キドリ（担当声優は飛田展男）
- スフク（担当声優は金香里）
- 死神モート
- 魔獣クイックシルバー（ボスモンスター）
- アヴァドン
- 王子マルドク（担当声優は金本涼輔。後にボスモンスターになる）
- 聖獣キリン（ボスモンスター）
- アシユラ（後にボスモンスターになる）
- 魔王ムウス（ボスモンスター）
- 蛇竜のタマゴ
- バイパー
- ムシュ
- ムシュフ
- 怒る蛇ムシュフシュ（ボスモンスター）
- 魔獣ギリメ（ボスモンスター）
- 瑞獣カイチ（ボスモンスター）
- 魔王リヴィエール（ボスモンスター。担当声優は山中まどか）
- 銀竜のタマゴ
- ギン
- シブイチ
- シロガネ
- シルバードラゴン（ボスモンスター）
- 破壊神マハデーヴァ（ボスモンスター。担当声優は角田雄二郎）
- 白のリヴィエール（ボスモンスター。担当声優は山中まどか）
- 邪神ムウス（ラスボスモンスター）

以上90体（番号順）
第1章「魔海の神殿」
この章では60体のモンスターが登場した。

- クサレトマト
- ケロゴン
- タツドン
- キュピイ
- 黒竜のタマゴ
- クロドラゴン
- ファヴ
- グリ
- 死神グリム（ボスモンスター）
- プチクラブ
- カニクラブ（ボスモンスター）
- ロボ壱式
- ロボ弐式水陸両用型
- ロボ参式QQ型
- バト
- アルカ
- アルカード（担当声優は田中太郎）
- ドラキュラ（ボスモンスター）
- カメのタマゴ
- ヤドカメ
- カブトガメ
- グソクガメ
- 仙竜ゲンブ（ボスモンスター）
- ゴバクガエル
- スライム・アビス
- 泡魔法使いポワン（ダンテの妹で、アズールとメロウの娘）
- 泡魔導師ポワン（ボスモンスター）
- ウリエル
- 聖天使ウリエル（ボスモンスター）
- 狩人ロビン
- 狙撃手ロビン
- キリカマ
- 惨将キリカマー
- バチ（担当声優は劉セイラ）
- 知将バーチ（担当声優は劉セイラ）
- シーサー
- 炎獣ヌエ
- 氷獣ヌエ（ボスモンスター）
- 剣士ダンテ（主人公モンスター。ポワンの兄で、アズールとメロウの息子）
- 魔剣士ダンテ
- 魔界の門番ダンテ（ボスモンスター）
- レヴィ
- レヴィア
- レヴィアタン（ボスモンスター）
- ケツアルカトル
- 幻獣モノケロス
- 幻獣ディアケロス
- ブルードラゴン（ボスモンスター）
- 死の剣士キドリ（担当声優は大渕和洋）
- 魔王アズール（ボスモンスター）
- 氷結精
- ブリザー
- ブリゴン
- ブリザゴン
- ブリザードドラゴン（ボスモンスター）
- サリエル
- 邪天使サリエル
- 堕天王サリエル（ボスモンスター）
- 魔海王タツドン（後にボスモンスターになる）
- 邪神アズール（ラスボスモンスター）

以上60体（番号順）
第2章「砂縛の遺跡」
この章では50体のモンスターが登場した。

- ツブレプチトマト
- ケロゴン
- バクチガエル
- サソーピ
- サソーピオン
- ベージ
- 古神兵サルベージ（ボスモンスター）
- 岩竜のタマゴ
- ロック
- ロックゴン
- ロックドラン
- 岩竜ロックドラゴン（ボスモンスター）
- スライム・フレア
- スライム・アース
- ジャンヌ
- 銃士ダルタ（主人公モンスター）
- 魔銃士ダルタ
- 幻銃士ダルタン
- 魔幻銃士ダルタン
- マミー
- 神官イムー
- イムホテプ
- 大神官イムホテプ（ボスモンスター）
- サンダル（メタトロの兄）
- メタトロ（サンダルの弟。担当声優は半田裕典）
- タガメ
- 狂将タガメ
- スフク・ナイル（担当声優は金香里）
- 砂獣ヌエ
- アヌビス（担当声優は新井良平）
- ルシフ（ボスモンスター）
- 赤魔導ミミ
- 青魔導シシ
- 獄卒ゴズ（担当声優は滑川洋平）
- 獄卒メズ（担当声優は川上晃二）
- ファヴ二
- 暗黒竜ファヴニール（ボスモンスター）
- 魔人イフリート（ボスモンスター）
- ロック鳥ルフ（後にボスモンスターになる）
- 魔王サッカーラ（ボスモンスター。担当声優は佐藤正治）
- 竜のズコツ
- ボーン
- ボーンド
- ボーンドラゴ
- スカルボーンドラゴン（ボスモンスター）
- 英雄ジャンヌ（ボスモンスター）
- ミカエ
- 魔人ジン
- 獄長牛頭馬頭（ボスモンスター。担当声優は滑川洋平）
- 邪神サッカーラ（ラスボスモンスター。担当声優は佐藤正治）

以上50体（番号順）
第3章「風隠の祭壇」
この章では50体のモンスターが登場した。

- ケロゴン
- カッパ
- メドゥシアナ
- 女帝メドゥーサ（ボスモンスター。担当声優は金香里）
- カラス
- カラステング
- カルラ
- イナリ
- ヤコ
- ダッキ（ボスモンスター。担当声優は吉川未来）
- ヤマタマゴ
- ツチ
- オロツチ
- オオオロチ
- ヤマタノオロチ（ボスモンスター）
- スライム・エアロ
- キュピイ・怒
- 竜騎兵レオン（主人公モンスター）
- 黒竜騎兵レオン
- 竜騎士レオン
- 暗黒竜騎士レオン
- 魔法騎士マジカ（担当声優は井野優）
- 魔導騎士マジカ（担当声優は井野優）
- フウジイ
- 風鬼フウハク
- アゲハ
- 舞将アゲハ
- アスタ
- 悪魔アスタロ
- 魔公爵アスタロト（ボスモンスター）
- 闇のジーク
- 月風魔（ボスモンスター）
- 雷獣ヌエ
- 天馬ユニコーン
- ロボ四式
- ロボ四式要塞型（後にボスモンスターになる）
- 龍神ククルカン（ボスモンスター）
- ヤマト
- 雨神ミトラ（担当声優は田中栄理奈。後にボスモンスターになる）
- 魔王ナナワライ（ボスモンスター）
- セキト
- 漆黒の竜騎士レオン（ボスモンスター）
- スサノヲ
- 雷神インドラ（ボスモンスター）
- 金竜のタマゴ
- ファン
- ファファン
- ファンロー
- 竜帝ファンロン（ボスモンスター）
- 邪神ナナワライ（ラスボスモンスター）

以上50体（番号順）
第4章「灼熱の煌国」
この章では50体のモンスターが登場した。

- レッドジェリー
- マゴラ
- シルフ（担当声優は川上莉央）
- ノーム
- ピート
- 魔王のトリタマゴ（敵としては出現しない）
- チビムウス（ボスモンスター）
- コッコ
- コカトリス
- 炎竜のタマゴ
- マンダー
- ラマンダー
- サラマンダー
- 炎竜サラマンダー（ボスモンスター）
- ロボ弐式火炎放射型
- 熱戦士アレス（主人公モンスターで、初の火族）
- 熱剣士アレス
- ヴァル
- ヴァルカン
- 商人アリ
- 大商人アリバ
- 重戦士クラン
- 重装騎士クラン
- 地獄の戦士ドクロ
- 冥界の騎士ドクロ（ボスモンスター）
- 召喚士キカ
- 霊媒師キキカ
- フルド
- フルドフォルク
- メタトロン
- バジリスク
- アテナ
- 女神パラスアテナ（ボスモンスター）
- ゴーレム
- 不死鳥フェニックス（後にボスモンスターになる）
- 聖騎士クフリン（後にボスモンスターになる）
- 闇騎士ゲボルグ（後にボスモンスターになる）
- 堕天使ルシフェル（ボスモンスター）
- スカーレッド・ドラゴン（ボスモンスター）
- 魔皇ラフロイグ（ボスモンスター）
- 黒炎竜の火種
- ダークサラマンダー
- 黒炎竜ダークサラマンダー（ボスモンスター）
- 勇者タンタ（ボスモンスター）
- 魔装騎士クラン（ボスモンスター）
- 魔王のヒメタマゴ（敵としては出現しない）
- チヴィエール（ボスモンスター。担当声優は長久友紀）
- 近衛隊長バルト
- ジェネラル・バルト（ボスモンスター）
- 邪帝ラフロイグ（ラスボスモンスター）

以上50体（番号順）
第5章「氷劇の海域」
この章では50体のモンスターが登場した。

- ペンタ
- ぶんぶく
- ブブ
- ロボ壱式採掘型
- プチーカ（後にボスモンスターになる）
- クラーケン
- プチタラバ
- カニタラバ
- クリオネ
- 人魚メロウ（担当声優は山崎和佳奈）
- マーメイドメロウ（アズールの妻で、ダンテとポワンの母。担当声優は山崎和佳奈）
- 人魚セイレン
- 魔人魚セイレン
- 凍竜のタマゴ
- フロス
- フロドラ
- フロスドラゴ
- 凍竜フロストドラゴン（ボスモンスター）
- 海賊アズール（主人公モンスター）
- キャプテン・アズール（ボスモンスター。メロウの夫で、ダンテとポワンの父）
- 海賊アンカー
- 怒りの海賊アンカー
- ヨルド
- ヴァイキング・ヨルド
- 小赤鬼
- 赤鬼
- ハーピー
- ハルピュイア
- モアイ
- 古代兵器モアイ（ボスモンスター）
- ラファエル
- ガブリエル
- サンダルフォン
- フェンリル
- 暗黒大魔導ジョンガリ（後にボスモンスターになる）
- 魔海の守護者ポワン（ボスモンスター）
- トール
- 大天使ミカエル（ボスモンスター）
- グランブルー・ドラゴン（ボスモンスター）
- 魔皇クジェスカ（ボスモンスターで、魔皇としては初の女性）
- 盗賊ユライ
- 大泥棒ユライ
- 魔王ベルゼブブ（ボスモンスター）
- 大将軍カブト（ボスモンスター）
- 時空竜ビックバイパー（ボスモンスター）
- ヘイムダル
- 氷の騎士スタルカ
- 氷の魔法使いメロウ（ボスモンスター。担当声優は山崎和佳奈）
- 魔海の番人ダンテ（ボスモンスター）
- 邪帝クジェスカ（ラスボスで、初の女性モンスター）

以上50体（番号順）
第6章「孤毒の沼地」
この章では50体のモンスターが登場した。

- ゴースト
- アヌー
- シャックル
- ミラ
- カーミラ
- レディ・カーミラ
- キャミ
- 魔女キャミ
- 悪魔女ギャミス（ボスモンスター）
- 白竜のタマゴ
- パール
- パドラ
- ホワイドラゴ
- ホワイトドラゴン（ボスモンスター）
- ダイヤ（主人公で、初の女性モンスター）
- 光の戦士ダイヤ（ボスモンスター）
- 聖堂騎士ユーグ
- 聖堂騎士長ユーグ
- ゾンビ
- ゾンビビ
- デュラ
- デュラハン
- 首無騎士デュラハン（ボスモンスター）
- 黒騎士エッジ
- 暗黒騎士エッジ
- 魔界騎士エッジ（ボスモンスター）
- 僧侶クリフ
- 大僧侶クリフ
- 賢者ソロン（後にボスモンスターになる）
- フランケンボーイ
- フランケン（後にボスモンスターになる）
- シモン
- ピラミッドヘッド
- 無幻銃士ダルタン（後にボスモンスターになる）
- 魔帝アブシール（ボスモンスター。サッカーラの父）
- ロキ（後にボスモンスターになる）
- 猛毒竜ベヒモス（ボスモンスター。漫画『モンスター烈伝 オレカバトル』での先行登場を経て、後にゲームでも登場したモンスター）
- 漆黒竜ファヴニール（ボスモンスター。漫画『モンスター烈伝 オレカバトル』での先行登場を経て、後にゲームでも登場したモンスター）
- 魔皇トカイ（ボスモンスター）
- カボタン
- カボランタン
- ジャックランタン
- ダークドラゴ（漫画『モンスター烈伝 オレカバトル』での先行登場を経て、後にゲームでも登場したモンスター）
- ダークボーンドラゴン（ボスモンスター。漫画『モンスター烈伝 オレカバトル』での先行登場を経て、後にゲームでも登場したモンスター）
- 獣戦士ライオ（後術参照）
- 百獣戦士ライオ
- アイアンメイデン
- 獄王閻魔（ボスモンスター。漫画『モンスター烈伝 オレカバトル』での先行登場を経て、後にゲームでも登場したモンスター。担当声優は平井啓二）
- 邪帝トカイ（ラスボスモンスター）

以上50体（番号順）
第7章「雷盟の城門」
この章では50（51）体のモンスターが登場した（「陽龍の大タマゴ」は第7章では登場せず、また他の50体とは違う時期に登場した。だがカードナンバーは第7章のものとなっている）。

- 陽龍の大タマゴ
- ヤタガラス
- カマイタチ
- チョゴ
- チョハッカイ
- バク
- 夢獣バク
- バロ
- 聖獣バロン（ボスモンスター）
- 汚れたタマゴ
- クズ
- グズリ
- グズリュー
- 神竜クズリュウ（ボスモンスター）
- 猿石
- イシザル
- ソンゴクウ
- 斉天大聖ソンゴクウ（ボスモンスター。担当声優は田中太郎）
- 剣客ヒエン（主人公モンスター）
- 剣豪ヒエン
- ゴエモン
- 義賊ゴエモン（ボスモンスター）
- イチ
- 風魔の壱
- ウーフー（担当声優は服巻浩司）
- 拳士ウーフー（担当声優は服巻浩司）
- ナマハゲ
- 荒鬼ナマハゲ
- ナタ
- ナタク
- ワルキューレ
- 戦乙女ワルキューレ
- サゴジョウ
- ブーデ
- 伝説の竜騎士レオン（ボスモンスター）
- 抜忍の零（後にボスモンスターになる）
- オーディン（ボスモンスター）
- 調和神クリシュナ（ボスモンスター）
- 牛魔王（ボスモンスター）
- 雷神竜ククルカン（ボスモンスター）
- 魔皇マオタイ（ボスモンスター。担当声優は宮園拓夢）
- カゲ
- 忍者カゲロー
- 鬼獣ランダ
- ヤンロン
- 陽龍ヤンシェンロン（ボスモンスター）
- ビンボーガミ
- ナタタイシ（後にボスモンスターになる）
- 財神アメト
- 邪拳士リュウロン（ボスモンスター）
- 邪帝マオタイ（ラスボスモンスター。担当声優は宮園拓夢）

以上51体（番号順）
新序章「新たなる旅立ち」
序章がマイナーチェンジされたこの章では、40体のモンスターが追加登場し、序章の90体と合わせて、計130体となった。

- ヨーナシ（敵としては出現せず、合体の館で稀に出現）
- スライム・ドラゴン
- マト
- ベロ
- ケルベロス
- ロル
- ロレル
- 踊り子ロレル
- 火山弾
- ヴォルド
- ヴォルドン
- ヴォルケイノドラゴン（ボスモンスター）
- 炎の戦士バーン（主人公モンスター。担当声優は興津和幸）
- 火炎の騎士バーン（担当声優は興津和幸）
- マジシャン
- レッド・マジシャン
- ドラン
- 竜人ドラン（ボスモンスター）
- ドーシュ
- 弩使いドーシュ
- 死神王モート（ボスモンスター）
- ラヴァ・レッドドラゴン（ボスモンスター）
- 参謀エンリル（ボスモンスターで、覇将ネルガルと共に登場する。担当声優は森岳志）
- 覇将ネルガル（ボスモンスターで、参謀エンリルと共に登場する。担当声優は藤本たかひろ）
- ロボ弐式-ジャンク
- パズ
- 悪魔剣士パズズ（漫画『オレカバトル オレカモンスターズ冒険烈伝』での先行登場を経て、後にゲームでも登場したモンスター）
- 黒炎の戦士バーン（担当声優は興津和幸）
- 獄炎の騎士バーン（ボスモンスター。担当声優は興津和幸）
- ゴールドドラゴン（ボスモンスター）
- ダムキナ（ボスモンスター）
- 老将エンキ（ボスモンスター）
- 炎の召喚士ヒート
- 火炎召喚士ヒート
- はぐれ勇者クルド（漫画『オレカバトル オレカモンスターズ冒険烈伝』での先行登場を経て、後にゲームでも登場したモンスター）
- 勇者クルド（漫画『オレカバトル オレカモンスターズ冒険烈伝』での先行登場を経て、後にゲームでも登場したモンスター）
- 黄金の騎士アーサー（後にボスモンスターになる）
- 赤のエンプレス（ボスモンスター）
- テアマト（ボスモンスター）
- 狂王マルドク（ラスボスモンスター）

以上40体（番号順）
新1章「魔海の侵攻」
第1章がマイナーチェンジされたこの章では、40体のモンスターが追加登場し、第1章の60体と合わせて、計100体となった。

- ブルージェリー
- ウニー
- ロボ零壱式
- コタコン
- オータコン
- 海竜のしずく
- リムゴン
- トリムゴン
- 海竜ストリームドラゴン（ボスモンスター）
- ブリュー
- ロボ零弐式
- 水の戦士フロウ（主人公モンスター。担当声優は佐藤拓也）
- 流水の騎士フロウ（ボスモンスター。担当声優は佐藤拓也）
- サエザー
- 棘騎士サエザー
- ケルー（担当声優は遠藤広之）
- 幻獣戦士ケルー（担当声優は遠藤広之）
- 魔法少女マジナ
- マジカルマジナ
- ブルーマジシャン
- 狙撃名手ロビン（ボスモンスター）
- アポロン（ボスモンスター）
- クリア・ブルードラゴン（ボスモンスター）
- ロボ零参式（ボスモンスター）
- コッパミジンコ
- ソラクジラ
- フリート
- ジークフリート
- 魔海兵ブリュー
- 棘竜ゲンブ（ボスモンスター）
- 幻獣騎士ケルー（ボスモンスター。担当声優は遠藤広之）
- ロボ零四式（ボスモンスター）
- ギョ
- ギョギョ
- 力天使デナミス
- 魔海魚ブブリ
- ビャッコ（ボスモンスター）
- 聖天王ウリエル（ボスモンスター）
- 魔海将フィスカ（ボスモンスター。漫画『オレカバトル オレカモンスターズ冒険烈伝』、『モンスター烈伝 オレカバトル』およびアニメでの先行登場を経て、後にゲームでも登場したモンスター。担当声優は近藤隆）
- ロボ零式（ラスボスモンスター）

以上40体（番号順）
新2章「砂縛の解放」
第2章がマイナーチェンジされたこの章では、40体のモンスターが追加登場し、第2章の50体と合わせて、計90体となった。

- スライム・ビースト
- ガラネズミ
- プチジゴク
- オオジゴク
- 竜灰
- アッシュ
- アッシュドラン
- 灰竜アッシュドラゴン（ボスモンスター）
- 土の戦士ロック（主人公モンスター。担当声優は赤羽根健治）
- 大地の闘士ロック（ボスモンスター。担当声優は赤羽根健治）
- 剣奴タスク
- 剣闘士タスク
- ランチュラ
- 砂縛のランチュラ
- ステゴ
- 恐竜戦士ステゴ
- ドクトル
- スフク・オアシス
- 神官神イムホテプ（後にボスモンスターになる）
- 冥界神アヌビス（ボスモンスター。担当声優は新井良平）
- ラー（ボスモンスター。担当声優は蟹江俊介）
- 冥王竜ファヴニール（ボスモンスター）
- 魔神アープ（ボスモンスター）
- 大魔神ジン（ボスモンスター。担当声優は蟹江俊介）
- ジーべ
- 牢戦士ジェイル
- 脱獄戦士ジェイル
- アンキロ
- 恐竜戦士アンキロ
- 大地の騎士ロック（担当声優は赤羽根健治）
- 大魔導ミミトシシ（ボスモンスター）
- 魔神グノーム（ボスモンスター）
- 吸血竜のタマゴ
- ヴァン
- ヴァンプドラゴ
- 吸血竜ヴァンプスドラゴン（ボスモンスター。元はオレカキコンテストで作られたモンスター）
- DJホップ（アニメでの先行登場を経て、後にゲームでも登場したモンスター。担当声優は鈴木賢）
- 古神官ホップ（ボスモンスター。担当声優は鈴木賢）
- 無幻勇士ジャンヌ（ボスモンスター）
- 大魔神イフリート（ラスボスモンスター。漫画『オレカバトル オレカモンスターズ冒険烈伝』での先行登場を経て、後にゲームでも登場したモンスター）

以上40体（番号順）
新3章「風隠の陰謀」
第3章がマイナーチェンジされたこの章では、40体のモンスターが追加登場し、第3章の50体と合わせて、計90体となった。

- キジムナー
- ヤクビョーガミ
- 大樹竜の球根
- ルートン
- ルートドラン
- 大樹竜ルートドラゴン（ボスモンスター）
- 風の戦士ハヤテ（主人公モンスター。担当声優は宮坂俊蔵）
- 風隠の戦士ハヤテ（ボスモンスター。担当声優は宮坂俊蔵）
- オニワカ
- 僧兵オニワカ
- サスケ
- 風忍サスケ
- ユタ
- 弓使いユタ
- クルースニク（担当声優はアニメでイムホテプを担当した粕谷雄太）
- クドラク（ボスモンスター。担当声優は根本幸多）
- アメノウズメ（担当声優は下地紫野）
- 女神アメノウズメ（担当声優は下地紫野。後にボスモンスターになる）
- 飛天カルラ
- 神獣シーサー（ボスモンスター）
- ハクシカ
- 神樹竜ククルカン（ボスモンスター）
- ナンクルマル（ボスモンスター）
- 神人（かみんちゅ）ニラーハラー（ボスモンスター）
- カタキラウワ
- ダークマジカ（担当声優は井野優）
- ダークネスマジカ（担当声優は井野優）
- デスプラント
- デスフィアープラント（ボスモンスター）
- 波動剣士風魔
- 神鳥ガルーダ
- 風隠の族長オロシ（ボスモンスター。漫画『オレカバトル オレカモンスターズ冒険烈伝』およびアニメでの先行登場を経て、後にゲームでも登場したモンスター。担当声優は服巻浩司）
- シロッチ
- 祟神スサノヲ
- 疾風の騎士ハヤテ（担当声優は宮坂俊蔵）
- ニライ
- カナイ
- 魔導騎士カオスマジカ（ボスモンスター。担当声優は井野優）
- 風隠の支配者オロシ（ボスモンスター。担当声優は服巻浩司）
- 鬼神ニラーハラー（ラスボスモンスター）

以上40体（番号順）
新4章「灼熱の煉獄」
第4章がマイナーチェンジされたこの章では、40体のモンスターが追加登場し、第4章の50体と合わせて、計90体となった。

- スライム・デビル（担当声優は川上莉央）
- ウィル・オ・ウィスプ
- 鉄のタマゴ
- アイドン
- アイアンドラン
- 黒鉄竜アイアンドラゴン（ボスモンスター）
- キングノーム
- 鉄戦士クロム（主人公モンスター。コロコロコミックの紹介では種族が火族になっていたが、ゲームでは戦士族となった）
- 鋼騎士クロム
- 斧使いゼノビア
- 戦斧闘士ゼノビア（ボスモンスターで、オーガと共に登場する）
- マーリン
- 悪魔法使いマーリン
- 鏡戦士リフレク
- 魔鏡騎士リフレク
- アルフ
- アルフリック
- ピートー
- オーガ（ボスモンスターで、戦斧闘士ゼノビアと共に登場する）
- 魔剣王パズズ（ボスモンスター。漫画『モンスター烈伝 オレカバトル』での先行登場を経て、後にゲームでも登場したモンスター）
- 火炎の勇者バーン（漫画『モンスター烈伝 オレカバトル』での先行登場を経て、後にゲームでも登場したモンスター。担当声優は興津和幸。後にボスモンスターになる）
- アスモデウス（ボスモンスター）
- ファントム（ボスモンスター）
- 煉獄皇アレス（ボスモンスター）
- アヴァドンフード
- 魔王アヴァドン（ボスモンスター）
- 邪神チビムウス
- シルフィード（担当声優は川上莉央）
- 炎獣人ヴァルカン（ボスモンスター）
- 大富豪アリバ（ボスモンスター）
- メタルゴーレム
- 灼鉄竜スティールドラゴン（ボスモンスター）
- アルレッキーノ
- 白のチヴィエール（担当声優は長久友紀）
- デーモン
- 熱鋼騎士クロム（ボスモンスター）
- 悪魔導師マーリン（後にボスモンスターになる）
- 終焉の騎士ドクロ（後にボスモンスターになる）
- 魔将ガープ（ボスモンスター）
- 煉獄帝アレス（ラスボスモンスター。コロコロコミックの紹介では種族が悪魔族になっていたが、ゲームでは火族のままとなった）

以上40体（番号順）
新5章「氷劇の行路」
第5章がマイナーチェンジされたこの章では、40体のモンスターが追加登場し、第5章の50体と合わせて、計90体となった。

- ペンすけ
- マシュまろ（ボスモンスター。漫画『魔王だぜッ!! オレカバトル』での先行登場を経て、後にゲームでも登場）
- イエティ
- イエイエティ（ボスモンスター）
- 竜氷山
- グレド
- グレイドン
- グレイシアドラゴン（ボスモンスター）
- 竜皇フェイロン（ボスモンスター。元はドリームオレ化コンテストで作られたモンスター）
- 雪戦士スノー（主人公モンスター）
- 氷騎士スノー
- ガイザー（スノーとジレットの知り合い）
- 手甲戦士ガイザー
- ヴィラ
- パイレーツ・ヴィラ
- バイオレ
- バイオ・ジェスター
- トルンスカ
- 氷の魔導師トルンスカ
- アイシー
- アイシクル
- アバランシェ
- 流水の勇者フロウ（担当声優は佐藤拓也。後にボスモンスターになる）
- 海王バローロ（ボスモンスター。漫画『魔王だゼッ!! オレカバトル』での先行登場を経て、後にゲームでも登場したモンスター）
- 深海タマゴ
- サーペン
- シーサーペント
- 魔海竜シーサーペント（ボスモンスター）
- エイリーク（ボスモンスター）
- アフロディテ（ボスモンスター。コロコロコミックでは掲載されなかったモンスター）
- ジレット（スノーとガイザーの知り合い）
- 俊速ジレット
- 闘牛士ロメロ
- マタドール・ロメロ（ボスモンスター）
- キャプテン・ペンタ
- アズール（ボスモンスターで、メロウと共に登場する）
- メロウ（ボスモンスターで、アズールと共に登場する。担当声優は山崎和佳奈）
- 氷海騎士スノー（ボスモンスター）
- 巫女ラムーネ（漫画『魔王だゼッ!! オレカバトル』での先行登場を経て、後にゲームでも登場）
- 神海帝バローロ（ラスボスモンスター）

以上40体（番号順）
新6章「孤毒の浄化」
第6章がマイナーチェンジされたこの章では、40体のモンスターが追加登場し、第6章の50体と合わせて90体となった。

- スライム・エンジェル
- トロ
- オルトロス
- アルラ
- アルラウネ
- 鬼竜骨
- ネクロ
- ネクロドラゴ
- 鬼竜ネクロドラゴン（ボスモンスター）
- 天戦士クレイ（主人公モンスターで、初の天使族。担当声優は服部想之介）
- 天騎士クレイ（担当声優は服部想之介）
- カマエル
- 能天使カマエル
- ライム
- ライム・ジェスター
- トリケラ
- 恐竜戦士トリケラ
- ケルヌンノス
- 死霊使いワイト（ボスモンスター）
- イシス（ボスモンスター。コロコロコミックでは掲載されなかったモンスター）
- 巨天使メタトロン
- 巨天使サンダルフォン
- 大地の勇者ロック（コロコロコミックでは掲載されなかったモンスター。担当声優は赤羽根健治。後にボスモンスターになる）
- 光王エーリュシオン（ボスモンスター。担当声優は深川和征）
- 聖なるタマゴ
- アーク
- アークドラン
- 聖竜アークドラゴン（ボスモンスター）
- ラコーラ（漫画『魔王だゼッ!! オレカバトル』での先行登場を経て、後にゲームでも登場）
- 魔公ラコーラ（ボスモンスター）
- 天空騎士クレイ（担当声優は服部想之介）
- 研究者カイス（ボスモンスター）
- ラダ（コロコロコミックでは掲載されなかったモンスター）
- ラダマンティス
- 死神ラダマンティス（ボスモンスター）
- アザゼル（担当声優は金子英彦）
- シェムハザ
- 天地騎士クレイ（ボスモンスター。担当声優は服部想之介）
- 赤き使徒カマエル（後にボスモンスターになる）
- 聖帝エーリュシオン（ラスボスモンスター。担当声優は深川和征）

以上40体（番号順）
新7章「雷盟の逆鱗」
第7章がマイナーチェンジされたこの章では、33体のモンスターが追加登場し、第7章の50（51）体と合わせて83（84）体となった。「覇星神ライシーヤ」はイベントで登場したが、ナンバー的に7章扱いとなっている。

- アマノジャク（ボスモンスター。元はドリームオレ化コンテストで作られたモンスター）
- ネコマネキネコ
- 白黒タマゴ
- ヤンシャオロン（ボスモンスターで、ヤンシャオロンと共に登場する）
- インシャオロン（ボスモンスターで、インシャオロンと共に登場する）
- ヤン
- イン
- クロミコ
- クロヌシ
- 竜戦士リント（主人公モンスターで、初のドラゴン族）
- 竜剣士リント
- ククル
- 龍人ククル
- ベーマス
- 竜人ベーマス
- リザー
- リザド
- 蛇闘士リザド
- 剣聖ヒエン（ボスモンスターで、拳王ウーフーと共に登場する）
- 御庭番の壱（コロコロコミックでは掲載されなかったモンスター）
- 拳王ウーフー（ボスモンスターで、剣聖ヒエンと共に登場する。担当声優は服巻浩司）
- ブリュンヒルデ（コロコロコミックでは掲載されなかったモンスター。後にボスモンスターになる）
- 疾風の勇者ハヤテ（担当声優は宮坂俊蔵。後にボスモンスターになる）
- 龍巫師ライシーヤ（ボスモンスター）
- 放浪の竜騎士レオン（ボスモンスター）
- 渾沌龍タイチーロン（ボスモンスター）
- ミコト・ヤマト（ボスモンスター）
- 真の勇者タンタ（コロコロコミックでは掲載されなかったモンスター。後にボスモンスターになる）
- 迅竜剣士リント（ボスモンスター）
- 龍神主ククル
- 竜太人ベーマス
- 時空の神託者ライシーヤ（ラスボスモンスター）
- 覇星神ライシーヤ（イベント限定モンスター）

以上33体（番号順）
以上の764体（例外は「陽龍の大タマゴ」、「覇星神ライシーヤ」）が通常のモンスターである。他にも限定モンスターが49体、カード化不能モンスターが14体、計63体のモンスターが存在する。それらに関しては下記参照。

### イベント限定ドラゴン
次世代ワールドホビーフェアやコナミキッズキャラバン等のイベント会場では、イベント限定の筐体が設置され、条件に合ったモンスターをスキャンさせるとイベント限定のドラゴンが出現し、勝利するとカード化できる。アプリ版もしくはオレカンペキデバイスのモンスターも使用可能。2015年の夏休みには「日本烈島竜断 限定ドラゴン討伐大会 〜オレ夏の陣〜」が全国のオレカバトル設置店舗で順次開催され、7月24日から26日に関東エリアで、7月31日から8月2日に北海道・東北エリアで、8月7日から9日に中国・四国・九州エリアで、8月14日から16日に中部・近畿エリアでそれぞれ開催された。また、この後限定ドラゴン討伐クエストが開催された（#限定ドラゴン討伐クエスト参照）。
限定ドラゴンは現時点で5（7）体確認されている。
黒いレッドドラゴン（ダンテズ・レッドドラゴン）
火属性・ドラゴン族・クラス4。
記念すべき最初の限定ドラゴン。「ダンテ」と名の付くカードをスキャンすることで出現する（なお、「魔海の番人ダンテ」では出現せず、公式サイトでもその旨が詳しくアナウンスされている）。勝利すると「ダンテズ・レッドドラゴン」としてカード化される。
祟竜ヤマタノオロチ
火属性・ドラゴン族・クラス4。
2体目の限定ドラゴン。「レオン」と名の付くカード及び「スサノヲ」と「ヤマト」のカードをスキャンすることで出現する（なお、「祟神スサノヲ」では出現しない）。相手はバトル開始時から毒状態になっているが、ブレス技やEX技および超EX技にも相手に状態異常を付加させる効果を持っていることから多くのオレカバトラーも苦戦を強いられている。第3章および新3章に登場する「ヤマタノオロチ」は仮の姿であり、このモンスターこそがヤマタノオロチの真の姿であると『コロコロコミック』等で説明されている。
陰龍インシェンロン
水属性・ドラゴン族・クラス4。
3体目の限定ドラゴン。第7章のボスモンスターである「陽龍ヤンシェンロン」とは対を成す陰のドラゴン。「ヒエン」と名の付くカードをスキャンすることで出現する。EX技および超EX技には相手のコマンドをダウンさせる効果も持っている。
ブラック・レッドドラゴン
火属性・ドラゴン族・クラス4。
このドラゴンと下記の「ホワイト・ブルードラゴン」はイベントで出現するわけではないが、カードナンバーは同じようなものを用いられている。『月刊コロコロコミック』2014年8月号の付録として、「やせいの」という状態で手に入れられ、ゲームで使う事で自分の物となる。
実際に漫画『オレカバトル　オレカモンスターズ冒険烈伝』では、このドラゴンを「魔剣士ダンテ」が倒し、自分の物（ダンテズ・レッドドラゴン）にした様子が見られる。
ホワイト・ブルードラゴン
水属性・ドラゴン族・クラス4。
期間限定でオレカバトルの商品を一定以上買う事で前述した「ブラック・レッドドラゴン」同様、やせいの状態で手に入る。現在では、毎年夏に出現する「竜の巣」の第二週目（水属性のドラゴンの週）にて稀に現れ、ゲットできる。
漫画『モンスター列伝オレカバトル』第29話では、デー太の「グランブルー・ドラゴン」が一時的に変化し登場した。
天界竜バハムート
土属性・ドラゴン族・クラス4。
4体目の限定ドラゴン。「バーン」、「フロウ」、「ロック」、「ハヤテ」と名の付くカードをスキャンすることで出現する。1ターン経過するごとに属性バリアと呼ばれる特殊なバリアを「火」、「水」、「土」、「風」の順に張られ、例えばスキャンしたカードが「バーン」だとバトル開始時に火属性のバリアが張られる（麻痺状態だと張り直しが行われない）。属性の相性に合った攻撃をするとバリアが破壊されると同時に大ダメージを与えられるが、属性攻撃ではない普通の攻撃や相性の合っていない属性攻撃を出した場合は相手に与えるダメージが半減される上、カウンターとして逆に攻撃が跳ね返される。お供にキュアフローターとフローターがおり、キュアフローターは敵味方問わず体力をランダムで回復させる。
冥界竜ダークバハムート
土属性・ドラゴン族・クラス4。
5体目の限定ドラゴン。「日本烈島竜断 限定ドラゴン討伐大会 〜オレ夏の陣〜」にて初登場。「ジンジャーエイル」及び「ジンジャーラムネイル」、「魔王」（「魔王リヴィエール」、「魔王ベルゼブブ」、「魔王アヴァドン」、「真魔王チビムウス」でも可能）、「魔皇」、「大魔王」、「大魔皇」と名の付くカードをスキャンすると出現する（「邪神」や「邪帝」、「魔王のトリタマゴ」、「魔王のヒメタマゴ」、「牛魔王」、「にんげんの神邪エイル」では出現しない）。奇数ターンで通常攻撃、偶数ターンで属性変化と体力回復、及び攻撃力アップの行動をする。「ジンジャーラムネイル」に攻撃した場合はダメージが半減される。
このモンスターの属性変化は、「天界竜バハムート」のように規則的なものではなく、こちらの使っているモンスターの中からランダムに選ばれ、そのモンスターが弱点とする属性に変化する。そのため、連続で同じ属性に変化することもあり得る。

### 限定ドラゴン討伐クエスト
上記の限定ドラゴンは、後に全国のオレカバトルの機体で開催された「限定ドラゴン討伐クエスト」でも手に入るようになった。このイベントは7つのステージを進んでいく形となっており、7ステージ目でキーカードを使うことで、限定ドラゴンと戦える。ただし、途中の6ステージまではクリアしなくても進められ、最後は勝たなければ限定ドラゴンをゲットできない（キーカードは上記参照）。
ダンテズ・レッドドラゴン
2016年4月16日 - 24日に第一回が、2020年3月19日 - 4月5日に第二回が開催。第二回では全ステージを二周すると新アイテムが手に入る。元々、その効果はダンテズ・レッドドラゴンへの新技追加であったが、バグによりアイテムが無くても習得できるようになった。そして、同年7月に「所持させると攻撃力が上がる」という新効果が追加された。
各ステージのモンスター
ステージ1 - 泡魔法使いポワン、剣士ダンテ（リーダー）、シーサー
ステージ2 - ブリュー、サエザー（リーダー）、コッパミジンコ
ステージ3 - 泡魔導師ポワン（BOSS）
ステージ4 - 氷獣ヌエ（BOSS）
ステージ5 - 流水の騎士フロウ（BOSS）
ステージ6 - 魔海兵ブリュー、魔海将フィスカ（BOSS）、魔海魚ブブリ
ステージ7 - 黒いレッドドラゴン（BOSS）
祟竜ヤマタノオロチ
2016年8月20日 - 28日に第一回が開催。
各ステージのモンスター
ステージ1 - 魔法騎士マジカ、竜騎兵レオン（リーダー）、雷獣ヌエ
ステージ2 - シロッチ、スサノヲ（リーダー）、カッパ
ステージ3 - 魔王ナナワライ（BOSS）
ステージ4 - 神人（かみんちゅ）ニラーハラー（BOSS）
ステージ5 - ミコト・ヤマト（BOSS）
ステージ6 - 魔導騎士マジカ、放浪の竜騎士レオン（BOSS）、グズリ
ステージ7 - 祟竜ヤマタノオロチ（BOSS）
陰龍インシェイロン
2016年10月29日 - 11月6日に第一回が開催。
各ステージのモンスター
ステージ1 - ウーフー、剣客ヒエン（リーダー）、白黒タマゴ
ステージ2 - ククル、竜戦士リント（リーダー）、ベーマス
ステージ3 - 魔皇マオタイ（BOSS）
ステージ4 - 龍巫師ライシーヤ（BOSS）、グズリュー
ステージ5 - ヤン、迅竜剣士リント（BOSS）、イン
ステージ6 - 陽龍ヤンシェイロン（BOSS）
ステージ7 - 陰龍インシェイロン（BOSS）
天界竜バハムート
2017年3月4日 - 12日に第一回が開催。
各ステージのモンスター
ステージ1 - 風の戦士ハヤテ、炎の戦士バーン（リーダー）、土の戦士ロック
ステージ2 - 水の戦士フロウ、魔人イフリート（BOSS）、火炎召喚士ヒート（アニメ版での組み合わせ）
ステージ3 - 獄炎の騎士バーン（BOSS）、黒騎士ゲボルグ
ステージ4 - サスケ、風隠の戦士ハヤテ（BOSS）、オニワカ
ステージ5 - 脱獄戦士ジェイル、大地の勇者ロック（リーダー）、剣闘士タクス
ステージ6 - 疾風の勇者ハヤテ、火炎の勇者バーン（リーダー）、流水の勇者フロウ
ステージ7 - キュアフローター、天界竜バハムート（BOSS）、フローター
冥界竜ダークバハムート
2017年7月15日 - 23日に第一回が開催。
各ステージのモンスター
ステージ1 - ジンジャーエイル（リーダー）、ケロゴン
ステージ2 - 海王バローロ（BOSS）、巫女ラムーネ（本来は神海帝バローロのお供であるが、今回は特殊）
ステージ3 - 鬼竜ネクロドラゴン（BOSS）、鬼竜骨
ステージ4 - 聖竜アークドラゴン（BOSS）、聖なるタマゴ
ステージ5 - 魔公ラコーラ（BOSS）
ステージ6 - 魔王ジンジャーエイル（BOSS）
ステージ7 - 冥界竜ダークバハムート（BOSS）

### 期間限定配信モンスターなど
限定ドラゴン以外の、イベントで手に入れられるモンスターや、全国の機体で期間限定で手に入れられるモンスターも存在する（カードナンバーに「OBSP」（SPは「スペシャル」の略）または「OBCR」（CRは「クロニクル」の略）と付くモンスター）。
現在、合計19体存在する。
OBSP-001 クリスタルドラゴン
水属性・ドラゴン族・クラス4。
次世代ワールドホビーフェアの来場者プレゼントで、やせいの状態で手に入れられた外、現在でもゴールドで買える「水晶のベル」を使用する事でバトルでき、その後ゲットできる。EX技および超EX技は回復系である。
OBSP-002 獣戦士ライオ
土属性・戦士族・クラス2。
オレカキコンテストで優勝した事により生まれたモンスター。当初は東京ゲームショウ2013でボスとして出現したが、その後第6章にて通常解禁された。その後はオレコマンドで再びボスとして出現した。
OBSP-003 ダイダラボッチ
土属性・土族・クラス4。
期間限定で限定エリア、オレコマンドで出現した。現在ではゴールドで買える「駒草の押し花」を使用する事でバトルでき、その後ゲットできる。姿は「古代兵器モアイ」と似ている。
OBSP-004 ケロゴン（金）
火属性・ドラゴン族・クラス1。
アニメ連動のオレコマンドで出現し、その後も何度か出現した。「オレカ野郎！全員集合」の「金ケロ隊長」のモチーフでもある。
OBSP-005 舞王ナタラジャ
火属性・悪魔族・クラス4。
期間限定で限定エリア、オレコマンドで出現。
OBSP-006 鋏竜ザリガリオン
水属性・海竜族・クラス4。
毎年8月にオレコマンドで出現する。相手として戦う時は、4本の鋏をお供として登場し、それぞれが攻撃してくる。この鋏単体は弱く倒しやすいが、敵のEX技により全回復してしまう。一方プレイヤーは2人で1匹ずつモンスターを召喚して、協力して倒す必要がある。このように敵、プレイヤー共に特殊な設定がある。
OBSP-007 幽鬼ジャンヌ
水属性・戦士族・クラス3。
期間限定で限定エリア「時空の扉」、オレコマンドで出現。「英雄ジャンヌ」が死んで闇堕ちした姿。
OBSP-008 時元銃士ダルタン
土属性・戦士族・クラス4。
期間限定で限定エリア「時空の扉」、オレコマンドで出現。「魔幻銃士ダルタン」のその後の姿。
OBSP-009 騎士団長エンキ
風属性・戦士族・クラス4。
期間限定で限定エリア「時空の扉」、オレコマンドで出現。「老将エンキ」の若かりし姿。
『月刊コロコロコミック』2015年3月号では土属性と表記されていたが、ゲームでは「老将エンキ」と同じく風属性になっている。
OBSP-010 絢蘭竜ククルカン
風属性・ドラゴン族・クラス4。
期間限定で限定エリア「時空の扉」、オレコマンドで出現。「龍神ククルカン」の新たな姿。毎年夏に出現する「竜の巣」の風属性のドラゴンの週で稀に現れて、ゲットできる。
OBSP-011 薄氷の剣士ダンテ
水属性・戦士族・クラス4。
期間限定で限定エリア「時空の扉」、オレコマンドで出現。「ダンテ」系の新たなモンスターで、元はドリームオレ化コンテストで作られたモンスター。
OBSP-012 灼熱剣士アレス
火属性・火族・クラス4。
期間限定イベント「帰還せよ！灼熱剣士アレス」で登場。このイベントでは、初めは灼熱剣士の状態でアレスが現れ、3ターン経つと「煉獄皇アレス」に変化してしまうため、その前に倒せばゲットできる。それができなくても「記録の鍵」があれば、何度もやる内に段々と簡単になり、最終的には煉獄皇に変化しなくなり勝敗問わずゲットできる。
担当声優は私市淳。
OBSP-013 融帝ダクラウ
土属性・土族・クラス4。
期間限定イベント「融解する大地！融帝ダクラウ甦生！」で登場。イベントでは各大陸が融化し、また、イベント中には一定確率で「ダクラウ島」が出現し、各大陸での通常バトル後のエクストラバトル、島でのダクラウ本体との戦いで、各大陸とダクラウ本体の体力を全国のオレカバトラーが協力して0にしてクリアとなる。
OBSP-014 永劫竜ウロボロス
風属性・ドラゴン族・クラス4。
期間限定イベント「∞の輪廻！永劫竜ウロボロス転生！」で登場。イベントでは、通常バトル後のエクストラバトルと、本体との戦いで、全国のオレカバトラーで協力して「勇者ポイント」を「ウロボロクロック」が一周する前に一定数にする事でクリアとなる。
OBCR-001 星の騎士ライト
火属性・光族・クラス4。
「オレカバトルクロニクル」が始まり、間もない頃（星の章）に登場した。このモンスターは、章選択画面中央部にある「ライト彗星」で出現し、バトル後にゲットできる。この「ライト彗星」は毎週の水、土、日曜日と祝日には必ず現れ、その他の日でも一定確率で現れる。
このモンスターにアイテム「ダークネイザー」を持たせ、バトル中に4リールの状態でEX技を発動すると「ダークネス召喚」ができ、闇属性の☆5モンスターである「崩星竜ブラックドラゴン」を召喚できる。また、アイテム「創世のスペクトル」を持たせ「ケロゴン（虹）」と同じチームにすると、「ライトネス召喚」ができ、光属性の☆5モンスターである「創世竜プロトスタードラゴン」を召喚できる。ただしこの場合、「ケロゴン（虹）」と入れ替わる形で召喚されるため、「ケロゴン（虹）」がいないと通常EX技「スターライトソード」になる。
後に、新技「ウィッシングスター」追加に加えてこの2つの特殊召喚EX技の両方を使えるようになるアイテム「スターナイトライト」が登場した。
担当声優は新6章の主要人物である「光王エーリュシオン」および「聖帝エーリュシオン」を担当した深川和征。
OBCR-002 不屈の闘士ロック
土属性・戦士族・クラス4。
期間限定で「時空の扉」に出現。「大地の闘士ロック」の新たな姿。バトル後ゲットできる他にも「大地の闘士ロック」から進化できるアイテム合体による入手方法も存在する。
担当声優は赤羽根健治。
OBCR-003 予言者シビュラ
風属性・魔法使い族・クラス3。
期間限定で「∞の輪廻！永劫竜ウロボロス転生！」で登場。「永劫竜ウロボロス」と共に登場した。元はドリームオレ化コンテストで作られたモンスター。
OBCR-004 ケロゴン（虹）
火属性・ドラゴン族・クラス2。
期間限定で「時空の扉」に出現。その後も「竜の巣（竜人などの週）」で出現した。「創世竜プロトスタードラゴン」を召喚する「ライトネス召喚」に必要なモンスターである（「ライトネス召喚」については、これより前の「星の騎士ライト」の説明参照）。元はドリームオレ化コンテストで作られたモンスター。
OBCR-005 ホワイトブルードラゴン
「竜の巣（水属性のドラゴンの週）」で出現した。これ以外の物とはナンバーが違う（これより前の「イベント限定ドラゴン」参照）。

### オレ最強決定戦・大合戦モンスター
全国のゲーム機で行われるイベントの一つに「オレ最強決定戦」と「オレ最強大合戦」がある。そこでは特別な限定モンスターが登場した。このイベントは平均で3 - 4か月に1回行われている。
現在、合計13体存在する。
大魔王アズール
水属性・悪魔族・クラス4。
2014年9月19日より始まった第一回にて登場。「魔王アズール」と比べて、全体的に色が濃くなっており、白い部分は一部金色になった。
「オレ最強大合戦」で再び登場。第四回では「大魔皇マオタイ」と戦い敗北。第六回では「大魔王ナナワライ」と共に「大魔王ムウス・サッカーラ」連合軍と戦い勝利。第九回では「大魔皇クジェスカ」と戦い敗北。第十四回では「大魔王ナナワライ」と共に「大魔王ムウス・サッカーラ」連合軍と戦い勝利（4戦2勝2敗）。
大魔王サッカーラ
土属性・悪魔族・クラス4。
2014年12月22日より始まった第二回にて登場。「魔王サッカーラ」と比べて、より明るい金色になり、青い部分などは紫色になった。
「オレ最強大合戦」で再び登場。第一回では「大魔皇ラフロイグ」と戦い勝利。第六回では「大魔王ムウス」と共に「大魔王アズール・ナナワライ」連合軍と戦い敗北。第十回では「大魔皇トカイ」と戦い勝利。第十四回では「大魔王ムウス」と共に「大魔王アズール・ナナワライ」連合軍と戦い敗北（4戦2勝2敗）。
担当声優は佐藤正治。
大魔王ナナワライ
風属性・悪魔族・クラス4。
2015年3月20日より始まった第三回にて登場。「魔王ナナワライ」と比べて、顔と手足は白くなり、その他の部分は黄色や紫色となった。
「オレ最強大合戦」で再び登場。第二回では「大魔皇クジェスカ」と戦い敗北。第六回では「大魔王アズール」と共に「大魔王ムウス・サッカーラ」連合軍と戦い勝利。第十一回では「大魔皇マオタイ」と戦い敗北。第十四回では「大魔王アズール」と共に「大魔王ムウス・サッカーラ」連合軍と戦い勝利（4戦2勝2敗）。
大魔王ムウス
火属性・悪魔族・クラス4。
2015年7月31日より始まった第四回にて登場。「魔王ムウス」と比べて、赤い部分のほとんどや爪などが黄（金）色になり、王冠は一部紫色になった。
「オレ最強大合戦」で再び登場。第三回では「大魔皇トカイ」と戦い敗北。第六回では「大魔王サッカーラ」と共に「大魔王アズール・ナナワライ」連合軍と戦い敗北。第八回では「大魔皇ラフロイグ」と戦い勝利。第十四回では「大魔王サッカーラ」と共に「大魔王アズール・ナナワライ」連合軍と戦い敗北（4戦1勝3敗）。
真魔王チビムウス
火属性・悪魔族・クラス2。
2015年9月18日より始まった第五回にて登場。オレ最強決定戦初の大魔王ではないモンスター。「チビムウス」と比べて、色が濃くなり、胸元の宝石は赤くなっている。
紅のリヴィエール
火属性・悪魔族・クラス4。
2015年12月29日より始まった第六回にて登場。「魔王リヴィエール」と比べて、赤が主体の色となっている。
担当声優は山中まどか。
銀月のルシフェル・金陽のミカエル
銀月のルシフェルは水属性・天使族・クラス4。金陽のミカエルは火属性・天使族・クラス4。
2016年4月28日より始まった第七回にて登場。一回に二体の新モンスターが登場したのはこの回だけ。また、「第○回」と付く「オレ最強決定戦」はこれで最後となった。
銀月のルシフェルは「堕天使ルシフェル」と比べて銀色ベースに、金陽のミカエルは「大天使ミカエル」と比べて金、赤色ベースとなっている。
なお、今回は主催者はパンドラが担当した。
大魔皇ラフロイグ
火属性・悪魔族・クラス4。
2016年8月10日より始まった「第一回オレ最強大合戦」にて登場。「魔皇ラフロイグ」と比べて、黒い鎧は金色に、赤いマントは黒に変わった。オリジナルより熱属性の攻撃に特化している。
第一回では「大魔王サッカーラ」と戦い敗北。第五回では「大魔皇トカイ」と共に「大魔皇クジェスカ・マオタイ」連合軍と戦い勝利。第八回では「大魔王ムウス」と戦い敗北。第十三回では「大魔皇トカイ」と共に「大魔皇クジェスカ・マオタイ」連合軍と戦い勝利（4戦2勝2敗）。
大魔皇クジェスカ
水属性・悪魔族・クラス4。
2016年11月23日より始まった第二回にて登場。「魔皇クジェスカ」と比べて、白かった多くの部分が金色や黒色になった。オリジナルと比較して、眠り状態に関したコマンドが多い。
第二回では「大魔王ナナワライ」と戦い勝利。第五回では「大魔皇マオタイ」と共に「大魔皇ラフロイグ・トカイ」連合軍と戦い敗北。第九回では「大魔王アズール」と戦い勝利。第十三回では「大魔皇マオタイ」と共に「大魔皇ラフロイグ・トカイ」連合軍と戦い敗北（4戦2勝2敗）。
大魔皇トカイ
土属性・アンデッド族・クラス4。
2017年2月3日より始まった第三回にて登場。「魔皇トカイ」と比べて、紫色だった多くの部分が金色や黒色になった。オリジナルと比べると、アンデッドをサポートする戦術に長ける。
第三回では「大魔王ムウス」と戦い勝利。第五回では「大魔皇ラフロイグ」と共に「大魔皇クジェスカ・マオタイ」連合軍と戦い勝利。第十回では「大魔王サッカーラ」と戦い敗北。第十三回では「大魔皇ラフロイグ」と共に「大魔皇クジェスカ・マオタイ」連合軍と戦い勝利（4戦3勝1敗）。
大魔皇マオタイ
風属性・悪魔族・クラス4。
2017年3月17日より始まった第四回にて登場。「魔皇マオタイ」と比べて、黒い部分は白に、黄色だった部分は黒や薄い黄色になった。オリジナルより雷属性、そして相手を呪い状態にする技が激増。
第四回では「大魔王アズール」と戦い勝利。第五回では「大魔皇クジェスカ」と共に「大魔皇ラフロイグ・トカイ」連合軍と戦い敗北。第十一回では「大魔王ナナワライ」と戦い勝利。第十三回では「大魔皇クジェスカ」と共に「大魔皇ラフロイグ・トカイ」連合軍と戦い敗北（4戦2勝2敗）。
担当声優は宮園拓夢。
創造神ロケーシャ
火属性・悪魔族・クラス4。
2018年9月14日より始まった第七回にて登場。「第六回オレ最強大合戦 魔界分け目の陣」から約1年も経って行われた。また第四回で「大魔皇マオタイ」が登場してから約1年半ぶりの新モンスターで、最も新しく、そして最後に登場したモンスターでもある。このモンスターは実際に大将として戦うわけではなく、当大会の主催者らしい。なお、「破壊神マハデーヴァ」と「調和神クリシュナ」が戦った。それらは既に登場していたモンスターだが、大会終了後に新イラストでゲットできる。

### コロコロコミック連動モンスター
『コロコロコミック』の付録などで手に入り、また、その他の付録のカードが持っているアイテム合体させることで手に入れられるモンスターが存在する。
にんげんの神邪エイル
魔王ジンジャーエイルがパンドラの力により人間にされた姿。『月刊コロコロコミック』2015年5月号の付録や『魔王だゼッ!! オレカバトル』第1巻の付録となっていた。人間という事だけあって、体力、攻撃力、素早さ、全ステータスがとても弱く、攻撃する事も不可能である。
ジンジャーエイル
火属性・悪魔族・クラス2。
「にんげんの神邪エイル」に「神邪ハイボール」を合体するか時々章選択画面中央部に出現する「ジンジャー島」でバトルする事で入手できる。
ジンジャーラムネイル
水属性・水族・クラス2。
ジンジャーエイルが水属性となった姿。ジンジャーエイルの幼なじみである「巫女ラムーネ」（新5章最終解禁に登場し、公式設定では「神海帝バローロ」の配下である巫女）の魔力である「ラムネビーボール」を「ジンジャーエイル」と合体する事で入手できる。
魔主ジンジャーエイル
火属性・悪魔族・クラス3。
ジンジャーエイルがクラス3となった姿。「ジンジャーエイル」に「ジャンジャンハイボール」を合体する事で入手できる。
魔竜ジンジャーエイル
火属性・ドラゴン族・クラス3。
ジンジャーエイルがドラゴンとなった姿。「魔主ジンジャーエイル」に「ジンジャードラボール」を合体する事で入手できる。
魔王ジンジャーエイル
火属性・悪魔族・クラス4。
ジンジャーエイルがついに魔王の力を取り戻し、クラス4となった姿。「魔主ジンジャーエイル」に「キングハイボール」を合体する事で入手できる。

### ドリームオレ化コンテスト
『月刊コロコロコミック』2015年3月号にて開催された誌上の企画で、以下の候補8体から投票が行われ、1位のモンスターがコロコロコミックの付録となると言う企画だった（オレカキコンクールのような読者投稿キャラクターではなく、予め用意された選択肢の中から投票。同年6月号で結果発表が行われた）。モンスターは以下の通り（ドリームナンバー順に記す）。後にゲームへの登場を果たしたモンスターが存在し、続編『オレカバトル2』にも登場している。また、ゲームへの登場にあたり一部変更が行われたモンスターはケロゴン（虹）と予言者シビュラが行われている。
ケロゴン（虹色ver.）
結果は3位。詳細は「ケロゴン（虹）」を参照。当初はクラス1モンスターとなっていたが、クラス2モンスターに変更されている。
薄氷の剣士ダンテ
結果は2位。詳細は「薄氷の剣士ダンテ」を参照。
大角竜イルベガン
土属性・ドラゴン族・クラス4。
結果は4位。ゲーム未登場。
予言者シビュラ
結果は8位。詳細は「予言者シビュラ」を参照。当初の種族は召喚士となっていたが、魔法使いに変更されている。
赤魔導師ポワン
火属性・魔法使い族・クラス3。
ダンテの妹であるポワンが闇に堕ち、火属性になった姿。結果は5位。後に『オレカバトル2』第1章にてボスモンスターとして登場。
ランスロット
水属性・戦士族・クラス3。
結果は7位。後に『オレカバトル2』序章にて登場し、名前の方はクラス2に、姿の方は「湖の騎士ランスロット」となった。
アマノジャク
土属性・悪魔族・クラス1。
結果は6位。後に新7章のボスモンスター（クラス合計数が3～6で出現）としてゲームに登場。
竜皇フェイロン
風属性・ドラゴン族・クラス4。
結果は1位。後にコロコロコミックの付録を経て新5章のボスモンスター（ランダム出現）としてゲームに登場。

## 曲
過去に発売されたCDや、デジタル配信を購入したり、公式サイト上にある「オレカ音楽館」で聴くことができる（一部どれでも聴けない曲あり）。
全章共通曲
- モンスター烈伝 オレカバトル -メインテーマ- - 100円投入前や、投入直後
- モードセレクト - ゲームスタートからバトルスタートまで
- 合体の館 - バトル後の合体の館
- バトル～闘技場～（『オレカ野郎! 全員集合』第77話では「闘技場のテーマ」とも呼ばれる） - 闘技場バトル時
- リザルト - コマンド変化時
- カード選択 - カード選択時
- オレカ製造中！ - 第3章までの通常カード製造時
- キラキラオレカ製造中！ - イラストチェンジカードやキラカード製造時
- ゲームオーバー - ゲーム終了時
- バトル～エクストラステージ～ - 鬼岩島、幽霊船、大竜巻、迷いの森バトル時
- インフォデモ - デモ画面の遊び方説明時
- ボス撃破 - 討伐リスト時
- オレカ製造中♪ - 通常カード製造時
- バトル～闇のコロシアム～ - 闇のコロシアムバトル時
- 秘密のギャラリー - 秘密のギャラリー時
- 敗北・引き分け（仮） - 敗北・引き分け時

以上17曲
序章「勇者の旅立ち」
- バトル～勇者の旅立ち1～ - 序章通常戦闘
- バトル～勇者の旅立ち2～ - 序章通常戦闘2
- バトル～ボスバトル1～ - 専用曲無しのボスモンスター戦
- バトル～ドラゴン～ - 専用曲無しのボスドラゴン戦
- プロトタイプcodeIIIのテーマ - プロトタイプcodeIII、ロボ四式 要塞型（BOSS版）戦、コイン未投入時のデモ画面（新序章解禁前まで）
- 破壊神マハデーヴァのテーマ - 破壊神マハデーヴァ(第1章から)戦
- バトル～獣～ - 専用曲無しのボス獣、幻獣、鳥獣戦
- リヴィエールのテーマ - 魔王リヴィエール、白のリヴィエール戦、序章時点での魔王ムウス、破壊神マハデーヴァ戦
- ムウスのテーマ -邪神ムウス、魔王ムウス(第1章から)戦

以上9曲
第1章「魔海の神殿」
- バトル～魔海の神殿～ - 第1章通常戦闘
- 泡魔導師ポワンのテーマ - 泡魔導師ポワン戦
- ドラキュラのテーマ - ドラキュラ戦
- ウリエル・サリエルのテーマ - ウリエル、サリエルと名の付くボス戦、天空神殿通常戦闘
- 死神グリムのテーマ - 死神グリム戦
- アズールのテーマ - 魔王アズール、邪神アズール戦
- 泡魔導師ポワンのテーマ-ピアノアレンジ- - 魔法の貝がらを所持した泡魔導師ポワン（LV10）をリーダーにした時の通常戦闘
- Beginning - 幽霊船のドラキュラ戦

以上8曲
第2章「砂縛の遺跡」
- バトル～砂縛の遺跡～ - 第2章通常戦闘
- 獄長牛頭馬頭のテーマ - 獄長牛頭馬頭戦、獄卒ゴズ&獄卒メズ戦
- 英雄ジャンヌのテーマ - 英雄ジャンヌ、無幻勇士ジャンヌ戦
- 魔人イフリートのテーマ - 魔人イフリート戦、魔人ジンLV10リーダー時通常戦
- スカルボーンドラゴンのテーマ - スカルボーンドラゴン戦
- サッカーラのテーマ - 魔王サッカーラ、邪神サッカーラ戦

以上6曲
第3章「風隠の祭壇」
- バトル～風隠の祭壇～ - 第3章通常戦闘
- 月風魔のテーマ - 月風魔戦
- ダッキのテーマ - ダッキ戦
- 雷神インドラのテーマ - 雷神インドラ戦
- 魔公爵アスタロトのテーマ - 魔公爵アスタロト戦
- 女帝メドゥーサのテーマ - 女帝メドゥーサ戦
- 漆黒の竜騎士レオンのテーマ - 漆黒の竜騎士レオン、伝説の竜騎士レオン戦
- 竜帝ファンロンのテーマ - 竜帝ファンロン戦
- 龍神ククルカンのテーマ - 龍神ククルカン戦
- ヤマタノオロチのテーマ - ヤマタノオロチ戦
- ナナワライのテーマ - 魔王ナナワライ、邪神ナナワライ戦
- 漆黒の竜騎士レオンのテーマ-オルゴールアレンジ- - 悲竜のオルゴールを所持した漆黒の竜騎士レオン（LV10）をリーダーにした時の通常戦闘
- 行け！月風魔 - 迷いの森の月風魔戦
- 1000億光年の彼方 - 迷いの森の月風魔戦の守り玉発動時

以上14曲
第4章「灼熱の煌国」
- バトル〜灼熱の煌国～ - 第4章通常戦闘
- バトル～ボスバトル2～ - 冥界の騎士ドクロ、魔装騎士クラン、ジェネラル・バルト、ロック鳥ルフ（BOSS版）、カニクラブ（元々は「バトル～魔海の神殿～」が使われていたが、新1章からこのBGMになった）、終焉の騎士ドクロ（BOSS版）、プチーカ（BOSS版）戦
- スカーレッド・ドラゴンのテーマ - スカーレッド・ドラゴン戦
- サラマンダーのテーマ - 炎竜サラマンダー、黒炎竜サラマンダー戦
- 女神パラスアテナのテーマ - 女神パラスアテナ戦
- 堕天使ルシフェルのテーマ - 堕天使ルシフェル、ルシフ（新2章から）戦
- 勇者タンタのテーマ - 勇者タンタ、真の勇者タンタ（BOSS版）戦
- チビ魔王のテーマ - チビムウス、チヴィエール戦
- ラフロイグのテーマ - 魔皇ラフロイグ、邪帝ラフロイグ戦
- Power of Anger - 鬼岩島の炎竜サラマンダー、黒炎竜サラマンダー戦

以上10曲
第5章「氷劇の海域」
- バトル～氷劇の海域～ - 第5章通常戦闘
- グランブルー・ドラゴンのテーマ - グランブルー・ドラゴン戦
- 凍竜フロストドラゴンのテーマ - 凍竜フロストドラゴン戦
- 時空竜ビックバイパーのテーマ - 時空竜ビックバイパー戦
- 大将軍カブトのテーマ - 大将軍カブト戦
- 古代兵器モアイのテーマ - 古代兵器モアイ戦
- 魔王ベルゼブブのテーマ - 魔王ベルゼブブ戦
- 大天使ミカエルのテーマ - 大天使ミカエル戦
- キャプテン・アズールのテーマ - キャプテン・アズール戦
- 魔海の番人ダンテのテーマ - 魔海の番人ダンテ戦
- 魔海の守護者ポワンのテーマ - 魔海の守護者ポワン戦
- メロウのテーマ - 氷の魔法使いメロウ戦
- クジェスカのテーマ - 魔皇クジェスカ、邪帝クジェスカ戦
- Beginning Of The History - 幽霊船の時空竜ビックバイパー戦の曲の一部
- Challengey 1985 - 幽霊船の時空竜ビックバイパー戦
- 魔海の番人ダンテのテーマ-哀愁のアコギアレンジ- - 魔法の貝がらを所持した魔剣士ダンテをリーダーにした時の通常戦闘

以上16曲
第6章「孤毒の沼地」
- バトル～孤毒の沼地～ - 第6章通常戦闘
- バトル～ボスバトル3～ - 首無騎士デュラハン、魔界騎士エッジ、暗黒大魔導ジョンガリ（BOSS版）戦
- 漆黒竜ファヴニールのテーマ - 漆黒竜ファヴニール戦
- 猛毒竜ベヒモスのテーマ - 猛毒竜ベヒモス戦
- ダークボーンドラゴンのテーマ - ダークボーンドラゴン戦
- ホワイトドラゴンのテーマ - ホワイトドラゴン戦
- シモンのテーマ - シモン戦
- 獄王閻魔のテーマ - 獄王閻魔戦
- 魔帝アブシールのテーマ - 魔帝アブシール戦
- 悪魔女ギャミスのテーマ - 悪魔女ギャミス戦
- 光の戦士ダイヤのテーマ - 光の戦士ダイヤ戦
- 光の騎士ダイヤのテーマ - 光の戦士ダイヤのEX技発動後
- トカイのテーマ - 魔皇トカイ、邪帝トカイ戦
- Betrayal（ピラミッドヘッドのテーマ） - ピラミッドヘッド戦
- Vampire Killer - 大竜巻のシモン戦

以上15曲
第7章「雷盟の城門」
- バトル～雷盟の城門1～ - 第7章通常戦闘
- バトル～雷盟の城門2～ - 第7章通常戦闘2
- バトル～ボスバトル4～ - 牛魔王、邪拳士リュウロン戦
- 雷神竜ククルカンのテーマ - 雷神竜ククルカン戦
- 陽龍ヤンシェイロンのテーマ - 陽龍ヤンシェイロン戦
- 神竜クズリュウのテーマ - 神竜クズリュウ戦
- オーディンのテーマ - オーディン戦
- 聖獣バロンのテーマ - 聖獣バロン戦
- 調和神クリシュナのテーマ - 調和神クリシュナ戦
- 義賊ゴエモンのテーマ - 義賊ゴエモン戦
- 斉天大聖ソンゴクウのテーマ - 斉天大聖ソンゴクウ、ソンゴクウ&チョハッカイ&サゴジョウ戦
- マオタイのテーマ - 魔皇マオタイ、邪帝マオタイ戦
- BGM1（がんばれゴエモン!からくり道中 町BGM） - 迷いの森の義賊ゴエモン戦

以上13曲
新序章「新たなる旅立ち」
- バトル～新たなる旅立ち～ - 新序章通常戦闘
- 獄炎の騎士バーンのテーマ - 獄炎の騎士バーン、火炎の勇者バーン（BOSS版）戦
- ラヴァ・レッドドラゴンのテーマ - ラヴァ・レッドドラゴン戦
- ヴォルケイノドラゴンのテーマ - ヴォルケイノドラゴン戦
- ゴールドドラゴンのテーマ - ゴールドドラゴン戦
- 竜人ドランのテーマ - 竜人ドラン戦
- 死神王モートのテーマ - 死神王モート戦
- 赤のエンプレスのテーマ - 赤のエンプレス戦
- 覇将ネルガルのテーマ - 覇将ネルガル戦
- ダムキナのテーマ - ダムキナ戦
- 老将エンキのテーマ - 老将エンキ戦
- テアマトのテーマ - テアマト戦
- 狂王マルドクのテーマ - 狂王マルドク戦
- バトル～新たなる旅立ち～-Ver.2- - 新序章通常戦闘2

以上14曲
新1章「魔海の侵攻」
- バトル～魔海の侵攻～ - 新1章通常戦闘
- 流水の騎士フロウのテーマ - 流水の騎士フロウ、流水の勇者フロウ（BOSS版）戦
- クリアブルードラゴンのテーマ - クリアブルードラゴン戦
- 海竜ストリームドラゴンのテーマ - 海竜ストリームドラゴン戦
- 棘竜ゲンブのテーマ - 棘竜ゲンブ戦
- 狙撃名手ロビンのテーマ - 狙撃名手ロビン戦
- アポロンのテーマ - アポロン戦
- ビャッコのテーマ - ビャッコ戦
- 幻獣騎士ケルーのテーマ - 幻獣騎士ケルー戦
- 魔海将フィスカのテーマ - 魔海将フィスカ戦
- ロボ零参式&ロボ零四式のテーマ - ロボ零参式&ロボ零四式戦
- ロボ零式のテーマ1 - ドクトルリーダー時のロボ零式戦、ハートを所持したロボ零式リーダー時通常戦
- ロボ零式のテーマ2 - ロボ零式戦

以上13曲
新2章「砂縛の解放」
- バトル～砂縛の解放・ピラミッド～ - 新2章通常戦闘
- バトル～砂縛の解放・監獄～ - 新2章通常戦闘2
- 大地の闘士ロックのテーマ - 大地の闘士ロック、不屈の闘士ロック、大地の勇者ロック（BOSS版）戦
- 冥王竜ファヴニールのテーマ - 冥王竜ファヴニール戦
- 灰竜アッシュドラゴンのテーマ - 灰竜アッシュドラゴン戦
- 吸血竜ヴァンプスドラゴンのテーマ - 吸血竜ヴァンプスドラゴン戦
- 大魔導ミミトシシのテーマ - 大魔導ミミトシシ戦
- 大魔神ジンのテーマ - 大魔神ジン戦
- 古神官ポップのテーマ - 古神官ポップ戦
- ムードダウナー - 古神官ポップのムードダウナー発動時
- ムードアッパー - 古神官ポップのムードアッパー発動時
- 冥界神アヌビスのテーマ - 冥界神アヌビス戦
- ラーのテーマ - ラー戦
- 魔神のテーマ - 魔神アープ、魔神グノーム戦
- 大魔神イフリートのテーマ - 大魔神イフリート戦

以上15曲
新3章「風隠の陰謀」
- バトル～風隠の陰謀・森～ - 新3章通常戦闘
- バトル～風隠の陰謀・浜辺～ - 新3章通常戦闘2
- 風隠の戦士ハヤテのテーマ - 風隠の戦士ハヤテ、疾風の勇者ハヤテ（BOSS版）戦
- 神樹竜ククルカンのテーマ - 神樹竜ククルカン戦
- 大樹竜ルートドラゴンのテーマ - 大樹竜ルートドラゴン戦
- デスフィアープラントのテーマ - デスフィアープラント戦
- クドラクのテーマ - クドラク戦
- 魔導騎士カオスマジカのテーマ - 魔導騎士カオスマジカ戦
- オロシのテーマ - 風隠の族長オロシ、風隠の支配者オロシ戦
- 祟神スサノヲのテーマ - 祟神スサノヲ戦
- 神人ニラーハラーのテーマ - 神人ニラーハラー戦
- 神獣シーサー - 神獣シーサー戦
- ナンクルマルのテーマ - ナンクルマル戦
- 鬼神ニラーハラーのテーマ - 鬼神ニラーハラー戦

以上14曲
新4章「灼熱の煉獄」
- バトル～灼熱の煉獄～ - 新4章通常戦闘
- バトル～ボスバトル5～ - オーガ&戦斧闘士ゼノビア、炎獣人ヴァルカン&ピートー戦
- 熱鋼騎士クロムのテーマ - 熱鋼騎士クロム戦
- 灼鉄竜スティールドラゴンのテーマ - 灼鉄竜スティールドラゴン戦
- 黒鉄竜アイアンドラゴンのテーマ - 黒鉄竜アイアンドラゴン戦
- 魔剣王パズズのテーマ - 魔剣王パズズ戦
- アスモデウスのテーマ - アスモデウス戦
- ファントムのテーマ - ファントム戦
- 煉獄皇アレスのテーマ - 煉獄皇アレス戦
- 魔王アヴァドンのテーマ - 魔王アヴァドン戦
- 大富豪アリバのテーマ - 大富豪アリバ戦
- 魔将ガープのテーマ - 魔将ガープ戦
- 煉獄帝アレスのテーマ - 煉獄帝アレス戦

以上13曲
新5章「氷劇の行路」
- バトル～氷劇の行路・船上～ - 新5章通常戦闘
- バトル～氷劇の行路・洞窟～ - 新5章通常戦闘2
- 氷海騎士スノーのテーマ - 氷海騎士スノー戦
- グレイシアドラゴンのテーマ - グレイシアドラゴン戦
- 竜皇フェイロンのテーマ - 竜皇フェイロン戦
- 魔海竜シーサーペントのテーマ - 魔海竜シーサーペント戦
- マシュまろのテーマ - マシュまろ戦
- イエイエティのテーマ - イエイエティ戦
- 海王バローロのテーマ - 海王バローロ戦
- エイリークのテーマ - エイリーク戦
- アフロディテのテーマ - アフロディテ戦（『オレカ野郎! 全員集合』第78話ではインストゥルメンタル版が使用）
- マタドールロメロのテーマ - マタドールロメロ戦
- アズール&メロウのテーマ - アズール&メロウ戦
- 神海帝バローロのテーマ - 神海帝バローロ戦

以上14曲
新6章「孤毒の浄化」
- バトル～孤毒の浄化・街～ - 新6章通常戦闘
- バトル～孤毒の浄化・夜の街1～ - 新6章通常戦闘2
- バトル～孤毒の浄化・夜の街2～ - 新6章通常戦闘3
- バトル～孤毒の浄化・天空～ - 新6章通常戦闘4、通常戦闘
- 天地騎士クレイのテーマ - 天地騎士クレイ戦
- 鬼竜ネクロドラゴンのテーマ - 鬼竜ネクロドラゴン戦
- 聖竜アークドラゴンのテーマ - 聖竜アークドラゴン戦
- 死霊使いワイトのテーマ - 死霊使いワイト戦
- イシスのテーマ - イシス戦
- 光王エーリュシオンのテーマ - 光王エーリュシオン戦
- 魔公ラコーラのテーマ - 魔公ラコーラ戦
- 研究者カイスのテーマ - 研究者カイス戦
- 死神ラダマンティスのテーマ - 死神ラダマンティス戦
- 聖帝エーリュシオンのテーマ - 聖帝エーリュシオン戦

以上14曲
新7章「雷盟の逆鱗」
- バトル～雷盟の逆鱗～ - 新7章通常戦闘
- 迅竜剣士リントのテーマ - 迅竜剣士リント戦
- ヤンシャオロン&インシャオロンのテーマ - ヤンシャオロン&インシャオロン戦
- 渾沌龍タイチーロンのテーマ - 渾沌龍タイチーロン戦
- アマノジャクのテーマ - アマノジャク戦
- 剣聖ヒエン&拳王ウーフーのテーマ - 剣聖ヒエン&拳王ウーフー戦
- 龍巫師ライシーヤのテーマ - 龍巫師ライシーヤ戦
- 放浪の竜騎士レオンのテーマ - 放浪の竜騎士レオン戦
- ミコト・ヤマトのテーマ - ミコト・ヤマト戦
- 時空の神託者ライシーヤのテーマ - 時空の神託者ライシーヤ戦
- 覇星神ライシーヤのテーマ - 覇星神ライシーヤ戦

以上11曲
期間限定配信モンスター曲など
- クリスタルドラゴンのテーマ - クリスタルドラゴン戦
- ダイダラボッチのテーマ - ダイダラボッチ戦
- ケロゴンのテーマ - ケロゴン（金）戦、ケロ琴を所持したモンスターリーダーにした時の通常戦闘
- 舞王ナタラジャのテーマ - 舞王ナタラジャ戦
- 鋏竜ザリガリオンのテーマ - 鋏竜ザリガリオン戦
- 幽鬼ジャンヌのテーマ - 幽鬼ジャンヌ戦
- ダルタンのテーマ - 時元銃士ダルタン、無幻銃士ダルタン（BOSS版）戦
- 騎士団長エンキのテーマ - 騎士団長エンキ戦
- 絢蘭竜ククルカンのテーマ - 絢蘭竜ククルカン戦
- 薄氷の剣士ダンテ - 薄氷の剣士ダンテ戦
- 灼熱剣士アレスのテーマ - 灼熱剣士アレス戦
- 星の騎士ライトのテーマ - 星の騎士ライト戦
- 融帝ダクラウのテーマ-第2形態- - 融帝ダクラウ（第2形態）戦
- 永劫竜ウロボロスのテーマ - 永劫竜ウロボロス戦
- ケロゴン（虹）のテーマ - ケロゴン（虹）戦

以上15曲
オレ最強決定戦・大合戦の曲
- 大魔王アズールのテーマ - 大魔王アズール戦
- 大魔王サッカーラのテーマ - 大魔王サッカーラ戦
- 大魔王ナナワライのテーマ - 大魔王ナナワライ戦
- 大魔王ムウスのテーマ - 大魔王ムウス戦
- 真魔王チビムウスのテーマ - 真魔王チビムウス戦
- 紅のリヴィエールのテーマ - 紅のリヴィエール戦
- 銀月のルシフェル&金陽のミカエルのテーマ - 銀月のルシフェル、金陽のミカエル戦
- 大魔皇ラフロイグのテーマ - 大魔皇ラフロイグ戦
- 大魔皇クジェスカのテーマ - 大魔皇クジェスカ戦
- 大魔皇トカイのテーマ - 大魔皇トカイ戦
- 大魔皇マオタイのテーマ - 大魔皇マオタイ戦
- 創造神ロケーシャのテーマ - 創造神ロケーシャ戦

以上12曲
時空の扉でのBOSS版モンスター曲
- バトル～ボスバトル6～ - アシユラ、ロキ、ナタタイシ（各BOSS版）戦
- 王子マルドクのテーマ - 王子マルドク（BOSS版）戦
- バトル～ボスバトル7～ - 黄金の騎士アーサー、賢者ソロン（各BOSS版）戦
- フランケンのテーマ - フランケン（BOSS版）戦
- 赤き使徒カマエルのテーマ - 赤き使徒カマエル（BOSS版）戦
- 悪魔導師マーリンのテーマ - 悪魔導師マーリン（BOSS版）戦
- 魔海王タツドンのテーマ - 魔海王タツドン（BOSS版）戦
- 女神アメノウズメのテーマ - 女神アメノウズメ（BOSS版）戦
- 闇騎士ゲボルグのテーマ - 闇騎士ゲボルグ（BOSS版）戦
- 聖騎士クフリンのテーマ - 聖騎士クフリン（BOSS版）戦
- 抜忍の零のテーマ - 抜忍の零（BOSS版）戦
- 雨神ミトラのテーマ - 雨神ミトラ（BOSS版）戦
- 神官神イムホテプのテーマ - 神官神イムホテプ（BOSS版）戦
- ブリュンヒルデのテーマ - ブリュンヒルデ（BOSS版）戦

以上14曲
その他の曲
- 祟竜ヤマタノオロチのテーマ - 祟竜ヤマタノオロチ戦
- 陰龍インシェイロンのテーマ - 陰龍インシェイロン戦
- エメラルドドラゴンのテーマ - エメラルドドラゴン戦
- 天界竜バハムートのテーマ - 天界竜バハムート戦
- 冥界竜ダークバハムートのテーマ - 冥界竜ダークバハムート戦
- ジンジャーエイルのテーマ - ジンジャー島通常戦闘、魔王ジンジャーエイル戦
- 崩星竜ブラックドラゴンのテーマ - 崩星竜ブラックドラゴン戦
- 創世竜プロトスタードラゴンのテーマ - 創世竜プロトスタードラゴン戦
- バトル〜竜の巣〜 - 竜の巣通常戦闘

以上9曲
以上の合計265曲ある。CDやオレカ音楽館にも収録されていないため、（仮）と記した敗北を含めた数字。含めないと264曲になる。ただし、この敗北という曲はCDなどではないが、オレカンペキデバイスGのジュークボックスに収録されている。また、そのジュークボックスにも収録されていない曲も存在している。そして、この曲の中にはオレカバトルオリジナルではなく、過去のコナミのゲーム作品の曲もある。

## 関連商品
攻略本
以下はいずれも小学館から刊行されている。
- 別冊コロコロコミック増刊 オレカバトル オレカンペキブック
- 別冊コロコロコミック増刊 オレカバトル オレカンペキブック2
- 別冊コロコロコミック増刊 オレカバトルオレカンペキブック3
- 小学館C&L MOOK オレカンペキ攻略全集I
- 小学館C&L MOOK オレカンペキ攻略全集II
- 別冊コロコロコミック増刊 オレカバトル新オレカンペキブック〜新序章編〜
- 別冊コロコロコミック増刊 オレカバトル新オレカンペキブック〜新1章編〜
- コロコロコミック特別編集 モンスター烈伝 オレカバトル オレ完全カードファイル 新序章〜新3章編

その他、カードケースやファイル、オフィシャルスリーブもタカラトミーから発売されている。

## モンスター烈伝 オレカバトル パンドラのメダル
本作のスピンオフ的位置づけのメダルゲームで、2014年2月20日より順次稼働開始。内容は射的の要素を採り入れたゲームだが、筐体にはカードスキャナーも搭載されており、条件を満たせばオレカも使用できる。ネットワーク接続がなされている場合のみ記録の鍵を使用することも可能で、プレイする度にゲーム内マネーが溜まっていく。
続編のメダルゲームである「モンスター烈伝 オレカバトル2 パンドラのメダル」も、2025年4月に行われたロケテストを経て、同年7月8日より順次稼働開始されている。

## iOSアプリ
本作はApp Storeでも2012年7月4日から配信されている。アーケード版の序章と同様のカードバトルが可能で、アーケード版には2体目以降の味方モンスターとして読み込むことが出来る。ただし、かりモン同様にカード化や合成の材料にすることはできない。対象機種は3GS以降のiPhoneと第三世代以降のiPod touch、iPad。2013年1月25日から第1章が、2013年5月16日から第2章が、2013年8月23日から第3章が、2013年11月28日から第4章が、2014年4月8日から第5章が追加された。アーケード版との連動はe-AMUSEMENTを介して行われるため、アプリ配信開始以降はアーケード版がe-AMUSEMENTに対応を開始した（ただしe-AMUSEMENT PASSには非対応）。

### アーケード版との違い
- 初期状態では8枚しか持てないが、ブランクカードを追加購入（1枚120円、10枚720円）、もしくは『フォーチュンパンドラ』と呼ばれる1日1回のミニゲームをプレイすることで増やすことが出来る。
- 敵を倒すと経験値を獲得でき、一定の数値になるとレベルアップする。
- 勝たないとカード化できず、アイテムも手に入らない。
- 合体がメニュー化されているので戦闘中以外はいつでも可能になった。
- アイテムはストックされ、消費されない。
- 入れ替えはメニューにある酒場で行い、右上の消しゴムアイコンで不要なカードを破棄する(ブランクカードにする)ことが出来る。
- バージョン1.3.0から酒場にあるジュークボックスアイコンをタップするとBGM[14]を聞けるようになった。
- バージョン1.3.0から勝利後にはアーケード版と同じヒントが出るようになり、メニューの図鑑[15]で確認できるようになった。
- バージョン1.4.0からコンティニューアイテムのQQ式救急薬[16]を買えるようになった。
- バージョン1.6.0からは勝利するとゴールドが手に入るようになり、ポスターやアイテムを交換できるようになった。

## 電子ゲーム
いつでもオレカバトル オレカンペキデバイス
タカラトミーから2013年11月16日に発売されたオレカバトル初のスマートフォン型電子ゲームで、序章のモンスターが登場する。モンスター情報の閲覧画面でコード部分をタッチして画面に魂コードを表示させ、それをアーケード版オレカバトルの筐体のサブカメラに読み込ませることで育てたモンスターがアーケード版に出現する。デバイスのモンスターと共に戦った場合、カードに書かれるプレイヤーの称号は「デバイスリンク」となる。iOSアプリ版のシステムを踏襲させたような内容になっており、ブランクカードはボスモンスターを討伐した際に2枚入手できる。『コロコロコミック』紙面やサイトで掲載されたパスワードを入力することでブランクカードの入手やボスモンスターの解禁などが追加される。
別売の専用SDカード『オレカクチョウカード』をデバイス下部のスロットに挿入すると、新たなモンスターが登場したり、カードイラストのグラフィックが高くなる。オレカクチョウカードは2種類発売され、「オレカクチョウカード1」で第1章、「オレカクチョウカード2」で第2章のモンスターが登場するほか、新章のモンスターを初めて討伐した際ブランクカードが16枚追加される。
2014年4月には、レッドドラゴンをイメージした限定ボディカラーと差し替え用のオレカエパネル、専用ポーチがセットになった「DXセット」が発売された。
アニメ版ではデー太の所有アイテムとして登場している。
いつでもオレカバトル オレカンペキデバイスG（グレート）
タカラトミーから2014年8月9日に発売された「オレカンペキデバイス」第2弾。本体では序章から第4章までのモンスターが登場する。グラフィックがアーケード版に近くなり、画面サイズを2.4インチから2.8インチに拡大。項目の選択はタッチパネルから物理ボタンになり、実機で連打するような感覚が味わえるようになった。
カメラや赤外線ポートも搭載され、写真撮影のほか、旧式のデバイスにモンスターのコードを表示させ、カメラに読み込ませると引継ぎが可能となり、オレカンペキデバイスG同士で赤外線通信を行い、相手と対戦もできるようになった。従来の電池の他にACアダプターを搭載し、家庭用のコンセントを繋いでプレイすることも可能となった。
バトルに勝つか、オレカの魂コードをスキャンするとDG（デバイスゴールド）が貰え、アイテム取得も可能となったほか、ゲーム内の音楽を聴くモードも搭載された。
アーケード版でカードスキャンを行った後にジョイスティックを右に倒すと魂コードが表示され、スキャンするとデバイスにモンスターを取り込むことができる。序章から第6章までのモンスターを取り込むことが可能で、第7章〜新7章以降で追加された新規モンスターは取り込めない。
別売の専用microSDカード『オレカクチョウカードG』をデバイス下部のスロットに挿入すると、新たなモンスターが登場したり、写真の保存容量が増加したり、メニュー画面で自分の名前やDGの数、電池残量が確認できるようになったり、音楽を聴くモード(ジュークボックス)で、スクロールバーの表示、レバー左右でのページ送り、リスト上下ループ、カーソル移動速度アップの4つの向上がされたりする。こちらも旧式同様2種類発売され、第5章と第6章のモンスターが新たに登場する。

## 漫画
モンスター烈伝 オレカバトル
作画：山浦聡
2012年6月号から同年10月号まで『別冊コロコロコミック（別コロ）』で連載されていたが、連載途中の第4話で『月刊コロコロコミック（月コロ）』（いずれも小学館）に移籍し、2012年5月号および同年11月号から2015年3月号まで連載された。別コロ版では一話完結だったが、月コロ版ではロードムービー的な連続性のストーリーとなった。他にもオレカバトルのガイドブックにも3回掲載されたこともある。
構成は第1話から第3話までプロローグとなり、第4話から第20話まで「12（トゥエルヴ）ドラゴン編」が、第21話から第32話まで「伝説の戦士編」になる。
全32話。全7巻。各単行本の初版にはカードナンバーが通常と違うカードが特典として付く。
1. 2012年12月28日発売、初版特典『ケロゴン（限定イラストバージョン）』、ISBN 978-4-09-141550-9
2. 2013年3月28日発売、初版特典『アヴァドン（お夜食バージョン）』、ISBN 978-4-09-141629-2
3. 2013年8月28日発売、初版特典『海賊アズール（限定イラストバージョン）』、ISBN 978-4-09-141668-1
4. 2014年1月25日発売、初版特典『ベージ（限定イラストバージョン）』、ISBN 978-4-09-140025-3
5. 2014年5月28日発売、初版特典『さすらいの汚れたタマゴ（限定イラストバージョン）』、ISBN 978-4-09-141748-0
6. 2014年11月28日発売、初版特典『さすらいの海竜のしずく（限定イラストバージョン）』、ISBN 978-4-09-141825-8
7. 2015年3月27日発売、初版特典『さすらいの大樹神の球根（限定イラストバージョン）』、ISBN 978-4-09-141897-5

大集合!オレたちオレカ!!
作画：後藤英貴
『別冊コロコロコミック』2012年12月号から2015年4月号まで連載された。第1章の主人公モンスターである剣士ダンテの冒険を描く本編と人間の少年であるフルイタコウイチをメインに据えた「おまけオレカ パンドラの章」の2部構成の4コマギャグ漫画。オレカバトルのガイドブックにも4回掲載された他、不定期に『月刊コロコロコミック』で読み切りとして3回掲載されたこともある。
全16話（未収録話は除く）。全1巻（当初は全2巻の予定だった）。各モンスターがEX技を繰り出す際に書き文字が入るのが特徴。
続きは「ぼくのケロゴン」第1巻の巻末に収録されたが、一部の回や「おまけオレカ パンドラの章」は未収録になった。
1. 2014年5月28日発売、初版特典『魔王ムウス（限定イラストバージョン）』、ISBN 978-4-09-141776-3

オレカバトル～オレカモンスターズ冒険烈伝～
作画：出水ぽすか
『別冊コロコロコミック』2013年10月号から2015年4月号まで連載された。登場モンスターたちのバックストーリーを描いたストーリー漫画。『大集合!オレたちオレカ!!』と同様にオレカバトルのガイドブックにも4回掲載された他、不定期に『月刊コロコロコミック』で読み切りとして3回掲載されたこともある。
全16話（単行本未収録の「砂縛の解放編」も含む。番外編の「タンタ冒険烈伝～戦士の章～」を含むと全17話）。全3巻（当初は全4巻の予定だった）。初版にはカードナンバーが通常と違うカードが特典として付く。
続きは「魔王だゼッ!!オレカバトル」第1巻・第2巻の巻末に収録されたが、唯一の未収録話である「砂縛の解放編」は『別冊コロコロコミック』2014年12月号に掲載され、以降は単行本未収録になっていたが、後にコロコロオンラインで電子書籍として無料配信された。
1. 2014年1月25日発売、初版特典『剣士ダンテ（出水ぽすか限定イラストバージョン）』、ISBN 978-4-09-140027-7
2. 2014年5月28日発売、初版特典『熱戦士アレス（出水ぽすか限定イラストバージョン）』、ISBN 978-4-09-141749-7
3. 2014年11月28日発売、初版特典『水の戦士フロウ（出水ぽすか限定イラストバージョン）』、ISBN 978-4-09-141826-5

魔王だゼッ!! オレカバトル
作画：出水ぽすか
『月刊コロコロコミック』2015年4月号から同年12月号まで連載され（開始前の2015年3月号は予告漫画（単行本未収録）として掲載）、最終話（第11話）が『別冊コロコロコミック』2016年2月号で掲載された。人間の少年の姿になった「神邪エイル」こと魔王ジンジャーエイルの活躍を描く。
全11話。全2巻。初版にはカードナンバーが通常と違うカードが特典として付く。
1. 2015年7月24日発売、初版特典『にんげんの神邪エイル（出水ぽすか限定イラストバージョン）』、ISBN 978-4-09-142026-8
2. 2016年1月28日発売、初版特典『ラコーラ（出水ぽすか限定イラストバージョン）』、ISBN 978-4-09-142116-6

ぼくのケロゴン
作画：後藤英貴
『別冊コロコロコミック』2015年6月号から2017年2月号まで連載された。ケロゴンとスサノヲに似た少年・スサオの交流を描いた作品。
全11話。全1巻。初版にはカードナンバーが通常と違うカードが特典として付く。
1. 2017年2月28日発売、初版特典『ケロゴン（後藤英貴限定イラストバージョン）』、ISBN 978-4-09-142310-8

なお、『ぼくのケロゴン』連載終了を機に『コロコロコミック』とのタイアップは終了している。

## テレビアニメ
『オレカバトル』のタイトルで、2014年4月7日から2015年3月30日までテレビ東京系列にて、『オレカバトル&ドラゴンコレクション』の前半パートで全51話が放送された。なおネット配信では「ドラゴンコレクション」と同様に単独番組となる。山浦聡による漫画版の登場人物とストーリーをベースにしたオリジナルストーリーが展開される。キャッチコピーは「オレのカードで、限界バトル!!」。
次回予告に表示されるオレコマンドを公式サイトおよびゲーム内で入力することにより情報やモンスターを入手することができた。

### あらすじ
魔王ムウス編
第1話から第14話まで該当。アーケードゲーム「オレカバトル」が好きな少年・俺牙ファイヤは、いつものようにオレカバトルを楽しんでいた。そんなある日、ツブレトマトの大群が突如現れ、オレカのモンスターが白紙化する現象が起きる。オレカから飛び出したモンスター・タマゴンと出会い、ファイヤは廃屋のボウリング場で謎の宝箱・パンドラと出会う。「本物のオレカバトルをやってみないか」というパンドラの誘いを受け、ファイヤはモンスターを召喚する。
魔王アズール編
第15話から第28話まで該当（全14話）。ムウスを倒したオレカ少年団は普通の小学生に戻るが、遊びに来た海水浴場でたまたまパンドラと再会し、再び本物のオレカバトルができると大喜びする。パンドラが召喚したカニクラブを倒したファイヤたちは、記憶喪失となったオレカである水の戦士フロウと出会うが、そこに魔王アズールの側近である吟遊詩人キドリがフロウを連れ去りにやって来る。
魔王サッカーラ編
第29話から第40話まで該当（全12話）。激戦の末にオレカ少年団はアズールを倒した後、ファイヤのクラスに転校生として楓真弓がやって来る。パンドラはファイヤたちに「本物の闘技場バトルをしないか」と誘われる。そこは、楓家が経営する遊園地の新アトラクション「ピラミッド」の中だった。魔王サッカーラによって闘技場バトルが繰り広げられるが、ある日、闘技場の地下で脱走を試みるロックという戦士によってサッカーラの本性が明かされる。
魔王ナナワライ編
第42話から第51話まで該当（全10話）。オレカ少年団はサッカーラを倒したある日、楓家の別荘で正式にオレカ少年団のメンバーになった真弓の記念パーティーが開かれることになる。執事の話によれば、森の中には様々なモンスターがいるという。それを聞いたファイヤは早速森でモンスターを探しに出るが、そこに突如魔王ナナワライが現れ、ファイヤに「風しずくの種」を返せと迫られる。

### 登場人物

#### オレカ少年団
俺牙 ファイヤ（おれが ファイヤ）
声 - 村中知
主人公。オレカバトル好きの少年で、「オレカ少年団」のリーダー。
仲間をとても大切にしており、仲間がピンチになった際は自分の身一つで敵に突撃し、第4話でタンタが自分の下を去った際には大泣きしたほどであった。
オレカバトルが好きな反面、ヒートと相対するまで召喚士のことを知らなかったなど、その知識にはやや疎い。
最終話時点の所持モンスターはケロゴン、火炎の騎士バーン、ヴァルカン、火炎召喚士ヒート、スカーレッド・ドラゴン、流水の騎士フロウ、大地の騎士ロック、魔人イフリート。
ケロゴン
タマゴン→ケロゴン（赤）（→ケロゴン〈青〉、ケロゴン〈緑〉）
声 - 金田朋子
火属性・ドラゴン族・クラス1。
ファイヤが真のオレカバトルに出会った際にたまたま手に入れたカードから飛び出した小さなドラゴンで、ファイヤの相棒。カードに戻らず、現実世界で生活している。
第2話でレッドドラゴンとの初陣後に手に入れたレッドソウルと融合したタマゴンから進化した。かつて魔王軍に自分の村を襲われたことからゲボルグに対しトラウマを持っている。
第13話でのムウスとの決戦に於いて、勇気を振り絞ってレッドスピリットを生成し、レッドドラゴンをスカーレッド・ドラゴンへと覚醒させた。更に第24話ではブルードラゴンをグランブルー・ドラゴンに覚醒させる際一時的に青くなった他、第46話では龍神ククルカンを雷神竜ククルカンに覚醒させる際には、一時的に緑になった。また、夢の中ではあるが第41話では天界竜バハムートによって金色になったこともある。
第36話でサッカーラ監獄での獄卒達とのバトル中に突風に巻き込まれたことで、ケツアルカトルらが捕えられていた牢に飛ばされそのまま捕えられるものの、第39話でサッカーラが倒されると同時に解放された。
ファイヤのモンスターの数が少なかった時は自身も戦闘に参加していたが、ファイヤのバトルを見守るなど基本的には非戦闘要員である。
EX技は「ファイアーダンス」で、火属性の攻撃力を上げることができる。また、超EX技は使用しなかった。
内木 デー太（うちき デーた）
声 - 豊崎愛生
オレカ少年団のメンバーで、ファイヤのクラスメート。オレカンペキデバイスでモンスターの情報を調べている。
天才故にモンスターの豊富な知識を活かした頭脳戦が得意で、第34話ではクフリンをわざと敗れさせて「デッドホール」に送り込んでフロウの救出作戦を練りだしたり、属性や相手モンスターの癖を利用した戦法を使う。
最終話時点の所有モンスターは聖騎士クフリン、赤魔導ミミ、青魔導シシ、魔法騎士マジカ、天馬ユニコーン、グランブルー・ドラゴン。
倉田 岩鉄（くらた がんてつ）
声 - 矢野龍太
オレカ少年団のメンバーで、ファイヤらとは別のクラス。柔道倉田流の一家で、修行中の身。タラコ唇が特徴。一人称は「オイラ」で、語尾に「〜ッス」と付けている。
ムウス編以降、ファイヤを「師匠」と慕う。
初めて入手したということもありアヴァドンに多大な信頼を寄せており、第30話でアヴァドンがマルドクへと戻った際は半信半疑になったほど。
最終話時点の所有モンスターは王子マルドク、ロボ弐式陸戦型、猛毒竜ベヒモス、ロボ弐式、ロボ壱式、ロボ壱式採掘型、ロボ参式。
楓 真弓（かえで まゆみ）
声 - 斎藤楓子
第29話から登場。ファイヤのクラスに転校してきた少年。当初は眉毛が太いために「太マユ」と呼ばれていたが、ファヴニール戦後からは「まゆゆ」と呼ばれることになった。
遊園地をも経営する楓財閥の長男であるが故に友達を作ることを許されなかった（というよりも自身に願望を押し付ける親の身勝手な言い分に他ならない）。その最中に「真のオレカバトル」と出会ったために、モンスターを友達として信頼している。その意を汲んだファイヤ達にオレカ少年団に誘われ、仲間になったが、彼の性格が極端すぎて躊躇している。
原作では隣町のオレカバトラーとなっているが、オープニング映像では本編よりも先に第1話から登場している。
最終話時点の所有モンスターはコッコ、狙撃手ロビン、雷神竜ククルカン、フルド。
コッコ
声 - 金本涼輔
風属性・鳥獣族・クラス1。
真弓の肩に常に乗っている相棒モンスター。ケロゴン同様現実世界で生活している。「石化つっつき」で相手を石化する戦法が得意。
ケロゴンが気に入らないらしく、出会うたびに付け狙っている。
EX技及び超EX技は使用しなかった。
パンドラ
声 - 坂口候一
オレカ世界から本物のモンスターを召喚する謎の宝箱。神出鬼没で奇妙な笑い声と共にどこにでも現れる。
ファイヤたちをオレカゾーンへ誘う一方、サッカーラと会話している場面も見られるなど、その目的は完全に謎である。

#### オレカ少年団のモンスター
火炎の騎士バーン
黒炎の戦士バーン→炎の戦士バーン→火炎の騎士バーン
声 - 興津和幸
所有者：俺牙ファイヤ（第4話 - ）
火属性・戦士族・クラス3。
元はゲボルグと共に現れた戦士族のモンスター。洗脳されていたがタンタとのバトルで倒され、頭部のダークマターが破壊されたことにより正気を取り戻し、タンタと入れ替わりにファイヤの仲間になった。
堕天王サリエル戦で、ファイヤを守りたい思いから火炎の騎士へと進化した。
EX技は「バーニングソード」（炎の戦士バーン）（原典では進化後も同様）。超EX技は「ゲキバーニングソード」（火炎の騎士バーン）（原典では進化前も同様）。
ヴァルカン
ヴァル→ヴァルカン
声 - 山下大輝
所有者：俺牙ファイヤ（第1話 - ）
火属性・獣族・クラス3。
ファイヤが最初から所有しているモンスター。「炎のあばれまわり」や「炎のツメ」などの炎を使った技が得意。レヴィアタンとの戦いでヴァルカンに進化した。
なお、ファイヤが第1話開始時から一貫して所有しているモンスターはこのヴァルカンのみである。
EX技は「火炎車輪」。また、超EX技である「蒼炎車輪」は使用しなかった。
火炎召喚士ヒート
炎の召喚士ヒート→火炎召喚士ヒート
声 - 宮崎寛務
所有者：俺牙ファイヤ（第5話 - ）
火属性・召喚士族・クラス3。
元は「真のオレカバトル」で相対したモンスター。召喚技を繰り出しファイヤを追い詰めるが倒され、その無謀さを気に入り仲間になった。
毎回どこかで相手モンスターや状況に関するダジャレを言う癖があるが、基本的にスルーされる。魔王ムウス戦の後、いつの間にか進化していた。
EX技及び超EX技は使用しなかった。
以下のモンスターはファイヤと相対した際に召喚したもの。
ウサミコ
声 - 美馬利恵子
水属性・獣族・クラス1。
ヒートが召喚したモンスター。「かいふくのいのり」で体力を回復できる。ヴァルに倒された。
EX技及び超EX技は使用しなかった。
ロボ壱式
土属性・機械族・クラス1。
ヒートが召喚したモンスター。「かばう」で味方を守る戦法が得意。ウサミコと組んでファイヤを苦しめるが、バーンの一太刀で倒された。
EX技及び超EX技は使用しなかった。
魔獣ギリメ
風属性・幻獣族・クラス3。
ヒートが召喚した魔獣。
「雷激走」でファイヤのモンスターを麻痺にして苦しめるが、ファイヤの身を挺した行動で麻痺の回復時間を稼がれ、バーンのEX技「バーニングソード」で倒された。
上記の通りEX技は「雷激走」であるが、超EX技は使用しなかった。
他にも第1話から第14話まで使用されたオープニング映像にも登場。
スカーレッド・ドラゴン
火竜のタマゴ→プチドラゴン（→レッドゴン→レッドラゴ）→レッドドラゴン→スカーレッド・ドラゴン
声 - 井澤詩織（プチドラゴン）
所有者：俺牙ファイヤ（第2話 - ）
火属性・ドラゴン族・クラス4。
レッドドラゴンを倒した際にファイヤが入手した火竜のタマゴから生まれたドラゴン。
ムシュフシュ戦で初召喚され、EX技「よぶ」でレッドドラゴンを呼び出してムシュフシュを撃破し、その後プチドラゴンとして誕生した。
魔王ムウス戦でバーンやヴァルカンが倒され残り一匹まで追い詰められるもファイヤの想いに応えて3段階進化を遂げ、さらにケロゴンの奇跡を受けスカーレッド・ドラゴンに覚醒した。
EX技は「よぶ」（火竜のタマゴ）→「ファイアーブレス」（プチドラゴン）→「真・スカーレッド・フレア」（スカーレッド・ドラゴン）。超EX技は「クリムゾン・フレア」（レッドドラゴン）→「真・クリムゾン・フレア」（スカーレッド・ドラゴン）。
聖騎士クフリン
戦士タンタ→魔戦士タンタ→戦士タンタ→白騎士クフリン→聖騎士クフリン
声 - 村田太志
所有者：俺牙ファイヤ（第1話 - 第4話）→内木デー太（第9話 - ）
水属性・戦士族（魔戦士タンタは火属性）・クラス4。
元はファイヤのモンスター。最初は命令を聞かずに独断で動いていたが、体を張って自分を守ろうとするファイヤに心を動かされ、正式に仲間となった。しかし、その後のゲボルグ達とのバトルでバーンと交戦した際に剣を折られたことで力の無さを自覚し、強さを欲するあまり闇のハルバートを手に取りバーンを倒すも、完全に心は闇に染まり、魔戦士と化しファイヤの元から去ってしまった。その後ゲボルグに伴われファイヤ達を襲うが、デー太の真摯な行動で正気に戻り、ゲボルグ戦後はその恩を返すため新たに彼の仲間となった。ブルードラゴン戦で白騎士クフリンに進化し、さらに闇騎士ゲボルグ戦でのピンチに「聖なる意思」が反応し、聖騎士クフリンへの最終進化を果たした。岩竜ロックドラゴン戦ではフロウ救出を狙うためわざと敗北し、自ら捕らえられ彼を救出した。
EX技は「最後の一撃」（戦士タンタ）→「スパイラルブレード」（白騎士クフリン）→「ホーリーブレード」（聖騎士クフリン）。超EX技は「とどめの一撃」（戦士タンタ）→「シャイニングホーリーブレード」（聖騎士クフリン）。また、白騎士クフリンの超EX技である「スーパースパイラルブレード」は使用しなかった。
赤魔導ミミ
ミミトシシ→赤魔導ミミ
声 - 古城門志帆
所有者：内木デー太（第11話 - ）
水属性→火属性・魔法使い族・クラス3。
デー太のモンスター。当初白紙化していたがパンドラの特訓に付き合ったことにより復活した。元は双子のネズミ型魔法使いモンスター・「ミミトシシ」の片割れ。
吟遊詩人キドリ・フロストドラゴン戦の時には赤魔導ミミに進化していた。進化前とは異なり、炎属性の攻撃が得意。
超EX技は「ハイクラス・サラマンダ」。また、EX技は使用しなかった。
青魔導シシ
ミミトシシ→青魔導シシ
声 - 内藤有海
所有者：内木デー太（第11話 - ）
水属性・魔法使い族・クラス3。
デー太のモンスター。当初白紙化していたがパンドラの特訓に付き合ったことにより復活した。赤魔導ミミと同じく、元は双子のネズミ型魔法使いモンスター・「ミミトシシ」の片割れ。
ファイヤとの模擬戦時には青魔導シシに進化していた。進化前と同じく氷属性や水属性の攻撃が得意。
EX技及び超EX技は使用しなかった。
王子マルドク
アヴァドン→王子マルドク
声 - 荒井聡太（アヴァドン） / 近藤孝行（マルドク）
所有者：倉田岩鉄(第11話 - )
土属性→風属性・水族→天使族・クラス4。
パンドラの特訓に付き合って貸してもらったカエルの姿をした岩鉄のモンスター。魔王リヴィエール戦後に正式に彼の仲間になった。
食べることで自身の体力を回復できる。「魔王の一撃」という攻撃技も備えるが、基本的に食べてばかりいる。
しかし、逆にいかなる攻撃を受けても倒れない（それどころか食べてしまう）タフさも併せ持っており、これを利用して味方の壁役になることができる。
コロシアムでの戦いで苦戦を強いられるが、その際に偶然紛れ込んだ「女王の口づけ」により、メソタニアの王子である真の姿に戻った。
マルドクはアヴァドンとは違い、圧倒的なスピードを活かした戦法が得意であるが、戦闘後に飯を提案する等根本はアヴァドン時代と変わっていない。
超EX技は「貪欲な食事会デザート付」（アヴァドン。アニメ内では未呼称）。言葉通り相手を「喰う」。また、マルドクになってからはEX技及び超EX技は使用しなかった。
ちなみにゲームでのマルドクの担当声優は金本涼輔である。
流水の騎士フロウ
水の戦士フロウ→流水の騎士フロウ
声 - 佐藤拓也
所有者：俺牙ファイヤ（第16話 - 第28話 / 第36話 - ）
水属性・戦士族・クラス3。
海で手に入れた名前のない記憶喪失のオレカ。一人称は「僕」で、丁寧な口調が特徴。
キドリに追われていたが、ファイヤ達と共に戦ったことで一部の記憶を取り戻し、そのままファイヤの仲間になった。
その正体は水の国の王子であり、王から託された水の国の秘宝を守るためアズールの部下から逃亡していた。記憶を完全に取り戻したことで、巻き込まないように一度はファイヤの下を去るが、ファイヤの言葉で改めて仲間になった。
魔海将フィスカ戦で諦めない心を爆発させ、流水の騎士へと進化を遂げるが、その際フィスカを倒しきれず逆に水の国の秘宝である「海王のオーブ」を封印する鍵である槍を奪われるが、それと同時に魔法を会得する機会を生むことになり、その結果として魔法「ウォータークラウン」を習得するに至った。
アズールを撃破した後は自分の力を高め、水の国を再興するための旅に出るためにファイヤの下を離れたが、その道中でサッカーラに捕えられ監獄デッドホールに投獄され、この際ロックと知り合っている。その後、わざと捕まったクフリンによって救い出されるも、再び獄卒達に捕らえられるがファイヤの活躍により解放され、三度彼の仲間になった。なお、この時は完全に仲間として同行するになった。
EX技は「ストリームドリフト」、超EX技は「エクストリームドリフト」。
魔法騎士マジカ
声 - 井野優
所有者：内木デー太（第17話 - ）
水属性・魔法使い族・クラス2。
デー太のモンスター。ムウスが倒されるまでカードは白紙化していた。属性を備えた「ソード」系の技が得意。
EX技及び超EX技は使用しなかった。
天馬ユニコーン
所有者：内木デー太（第17話 - ）
水属性・獣族・クラス3。
デー太のモンスター。ムウスが倒されるまでカードは白紙化していた。
EX技及び超EX技は使用しなかった。
グランブルー・ドラゴン
水竜のタマゴ→チビドラゴン→ブルゴン→ブルドゴン→ブルードラゴン→グランブルー・ドラゴン
声 - 内藤有海（チビドラゴン・ブルゴン・ブルドゴン）
所有者：内木デー太（第17話 - ）
水属性・ドラゴン族・クラス4。
デー太がブルードラゴンを倒した時に入手した水竜のタマゴから生まれたドラゴン。
戦いの経験を積む中でブルゴン、更にブルドゴンに進化し、さらに闇騎士ゲボルグ戦後に偶然入手したブルーソウルによってブルードラゴンへ進化した。
フロストドラゴン戦でデー太の諦めない心がブルースピリットを生み出し、一時的にケロゴンが青くなったことで、グランブルー・ドラゴンへと覚醒を果たした。
それ自体200年に1度現れるオレカ界伝説の存在とされており、その登場時にキドリは驚愕していた。
超EX技は「真・アブソリュート・ゼロ・スクリーム」（グランブルー・ドラゴン）。また、EX技の「アブソリュート・ゼロ・スクリーム」は使用しなかった。
ロボ弐式陸戦型
声 - 後藤ヒロキ
所有者：倉田岩鉄（第30話 - ）
土属性・機械族・クラス2。
岩鉄が新たに手に入れた機械モンスター。肩に装備されたキャノン砲が武器。
EX技及び超EX技は使用しなかった。
大地の騎士ロック
声 - 赤羽根健治
所有者：俺牙ファイヤ（第31話 - ）
土属性・戦士族・クラス3。
サッカーラの下で隷属させられていたモンスター。一人称は「俺」。非常に口が悪く、短気で怒りっぽい。その上ファイヤに「馴れ馴れしくするな」と言いつつ仲間になる辺り、素直ではない性格。
自由な世界を求めているが、相当な方向音痴であり、脱走しようとしていた際も道に迷っていた。
戦闘能力は高く、ハンマーの一撃でコロシアムを砂地獄にしてしまうほどだが、「大地」を活かした戦法を取るため、空戦は苦手。
ファイヤとの戦闘でもそのパワーを見せ付けるも、バーンの超EX技で倒され再び監獄送りとなったが、脱獄を試みている所をファイヤ達と遭遇、サッカーラの提案によるハンデバトルにファイヤが勝利したことにより解放され、自由の身になる。監獄にいた際にフロウと知り合っており、これが縁でファイヤの仲間になった。
EX技は「グランドバスター」。また、超EX技「グランドブレイカー」は使用しなかった。
原典では「土の戦士ロック」の分岐進化形態であり、アニメに登場する主人公戦士としては初めてクラスチェンジ後の姿での登場となった。なお、初登場した際は「大地の闘士ロック」の姿が混ざったような姿になっていた。
狙撃手ロビン
声 - 荒井聡太
所有者：楓真弓（第32話 - ）
風属性・戦士族・クラス3。
真弓が使用する戦士族のモンスター。弓術を得意としている。コッコやケツアルカトル同様、真弓とは友達のように仲が良い。
EX技及び超EX技は使用しなかった。
雷神竜ククルカン
ケツアルカトル→龍神ククルカン→雷神竜ククルカン
所有者：楓真弓（第32話 - 第33話 / 第40話 - ）
風属性・ドラゴン族・クラス4。
真弓が使用する鳥のような姿のドラゴン。
コッコやロビン同様、真弓とは友達のように仲が良かったが、ファフニール戦の敗北が原因でサッカーラに連れさらわれ砂時計に囚われてしまうが、ファイヤによってサッカーラが倒されたことにより解放された。
カルラ戦時に現れたグリーンソウルによって龍神ククルカンに進化し、更に緑色に変化したケロゴンとサンダーソウルによって雷神竜ククルカンに進化した。
超EX技は「ククルカンの風」（龍神ククルカン）→「トルメンタ・エクスティント」（雷神竜ククルカン）。また、EX技の「龍神の風」（龍神ククルカン）→「絶滅の嵐」（雷神竜ククルカン）は使用しなかった。
猛毒竜ベヒモス
土竜のタマゴ（→ベヒ→ベヒモ→ベヒモス）→重竜ベヒモス→猛毒竜ベヒモス
所有者：倉田岩鉄（第30話 - 第36話 / 第40話 - ）
土属性・ドラゴン族・クラス4。
岩鉄がコロシアムの勝利報酬で入手したモンスター。
経緯は不明ながら、その後の魔界騎士エッジ戦の際には最終形態である重竜ベヒモスに進化していた。時間稼ぎは成功するもエッジのEX技で倒され砂時計に囚われるが、ファイヤによってサッカーラが倒されたことにより解放された。
ダッキとの戦いでは岩鉄の闘志が生み出した猛毒の棘によって猛毒竜ベヒモスに進化した。なお、原典では重竜ベヒモスの進化前であるベヒモスに猛毒の棘を合体させることで猛毒竜ベヒモスに進化でき、重竜ベヒモスからは進化できない。
EX技は「ポイゾナスドライブ」。また、超EX技の「ポイゾナスオーバードライブ」は使用しなかった。
ロボ弐式
声 - 後藤ヒロキ
所有者：倉田岩鉄（第35話 - ）
土属性・機械族・クラス2。
クフリン達の脱出の時間を稼ぐために、岩鉄がコロシアム戦で召喚したモンスター。召喚技で下記のロボを召喚し、時間を稼いだ。
EX技及び超EX技は使用しなかった。
ロボ壱式/ロボ壱式採掘型
所有者：倉田岩鉄（第35話 - ）
土属性・機械族・クラス1。
ロボ弐式の召喚で呼び出されたモンスター。ロボ壱式はヒートが敵だった時に召喚したものとは別個体。クフリン達の脱出時間を稼ぐために連続召喚された。
EX技及び超EX技は使用しなかった。
ロボ参式
声 - 後藤ヒロキ
所有者：倉田岩鉄（第38話 - ）
土属性・機械族・クラス3。
岩鉄の所有する機械モンスター。
EX技及び超EX技は使用しなかった。
フルド
声 - 柳井久代
所有者：楓真弓（第38話 - ）
風属性・風族・クラス2。
真弓が所有する妖精のような見た目のモンスター。捕らえられたケツアルカトルの穴を埋めるために召喚された。
EX技及び超EX技は使用しなかった。
魔人イフリート
所有者：俺牙ファイヤ（第29話 - ）
火属性・火族・クラス4。
元はファイヤがコロシアムでの勝利報酬で手に入れた「魔人ランプ」で、当初はアイテムだと思われていた。サッカーラ戦においてヴァルカンの穴を埋めるためヒートの召喚で呼び出されるが、攻撃技を一切持ち合わせていない。しかし、一度EX技の発動によって魔人が呼び出されれば、サッカーラのEX技で呼び出されたサルベージをも殲滅する火力を見せ付ける。
EX技は「炎の魔人」。また、超EX技の「獄炎の魔人」は使用しなかった。
また、ファイヤがアニメで最後に手に入れたモンスターでもある。

#### 魔王ムウスのモンスター
魔王ムウス
声 - 荒井聡太
火属性・悪魔族・クラス4。
鳥の姿をした、魔王軍のリーダー。
レッドドラゴンを倒したファイヤの強さに目を付けた。ラマンダーによって現実世界に現れ、リヴィエールを倒したデー太達を一蹴し、現場に急行したファイヤを自身の城に招き入れ、バトルを申し込んだ。
ヴァル・ヒート・バーンを立て続けに倒し、進化したレッドドラゴンとも互角以上に渡り合う等「魔王」の名に恥じぬ戦闘力を見せ付けるも、覚醒したスカーレッド・ドラゴンによって倒され、人間界の白紙化されたカードも元に戻った。
原典では邪神ムウスに進化でき、漫画での「12（トゥエルヴ）ドラゴン編のラスボスとしても登場するが、邪神ムウスに進化することなく倒されたため、以降の魔王系のモンスターで唯一邪神化しなかった。
EX技は「ヘルファイア」。超EX技は「ヘルインフェルノ」。
他にも第1話から第28話まで使用されたオープニング映像にも登場。
闇騎士ゲボルグ
黒騎士ゲボルグ→闇騎士ゲボルグ
声 - 山本圭一郎
火属性・戦士族・クラス4。
魔王軍の幹部の騎士。オレカ界の村を襲撃し、タマゴン（ケロゴン）の村も彼に襲われた。闇のハルバートと呼ばれる武器を所持している。
ファイヤのモンスターの攻撃を寄せ付けない戦闘能力を誇るが、第9話で正気を取り戻したタンタの超EX技「とどめの一撃」で倒された。
その後第23話でキドリによって地獄の底から呼び戻され、「闇なる意思」の力で闇騎士に進化しクフリンに勝負を挑む。戦闘力は健在でデー太のモンスターを窮地に陥らせるものの、進化を遂げた聖騎士クフリンのEX技を受け、完全消滅した。
EX技は「デビルスラッシュ」（黒騎士ゲボルグ）→「ダークスラッシュ」（闇騎士ゲボルグ）。超EX技は「ブラッディダークスラッシュ」（闇騎士ゲボルグ）。また、黒騎士ゲボルグの超EX技「サタンスラッシュ」は使用しなかった。
なお、原典でのゲボルグは魔戦士タンタの進化系である。
他にも第1話から第14話まで使用されたオープニング映像にも登場。
魔王リヴィエール
声 - 山中まどか
水属性・悪魔族・クラス4。
幹部の一人。学校に死神モートと呪師ツクヨミを差し向け、修行を終えたデー太らの前にデメラと共に現れる。
笑い声だけで相手の動きを止める。呪文「メテオ」で苦しめるも、アヴァドンの超EX技で喰われてしまった。
EX技は「ファイナルメテオ」。また、超EX技の「世界の終わり」は使用しなかった。
他にも第1話から第14話まで使用されたオープニング映像にも登場。
死神モート
声 - 浜添伸也
土属性・悪魔族・クラス3。
学校で出現したオバケの正体。相手を操る技「マインドクラッシュ」を持ちケロゴンを操るが、バーンに撃つ前に倒された。
EX技及び超EX技は使用しなかった。
呪師ツクヨミ
声 - 梶川翔平
風属性・召喚士族・クラス3。
学校で出現したオバケの正体。モートと同じく「マインドクラッシュ」を持つが、放つ前にヴァルに倒された。
EX技及び超EX技は使用しなかった。
アシユラ
火属性・悪魔族・クラス4。
死神モートと呪師ツクヨミが合体したモンスター。6本の腕で6回攻撃が可能である。ケロゴンのEX技でパワーアップしたバーンに倒された。
EX技は「6回こうげき！」。また、超EX技の「8回こうげき！」は使用しなかった。
怒る蛇ムシュフシュ
土属性・ドラゴン族・クラス4。
臭い息を吐く巨大な蛇。
その高い戦闘能力と毒でファイヤ達を苦しめヴァルを倒すも、起死回生の一手で召喚された火竜のタマゴのEX技「よぶ」でレッドドラゴンを召喚したことにより倒された。
EX技は「くさいいき」。また、超EX技の「とてもくさいいき」は使用しなかった。
堕天王サリエル
声 - 勝沼紀義
火属性・天使族・クラス4。
オレカ界の数々の村や町を闇に書き換えた存在で、「終焉の大火」で多くの町を焼き尽くしてきた。
脱走したダンテをこれ幸いと襲撃するが、パンドラにファイヤ達の下へ強制召喚され、進化した火炎の騎士バーンに倒された。
上記の通り超EX技は「終焉の大火」。味方を巻き込む性質を持つ。また、EX技の「終焉の火」は使用しなかった。
他にも第1話から第14話まで使用されたオープニング映像にも登場。
狂戦士ラクシャーサ
声 - 阿座上洋平
土属性・戦士族・クラス3。
サリエルと共に行動する、身の丈ほどの大剣を使う戦士。
脱走したダンテを襲撃するが、戦闘中にサリエルの「終焉の大火」に巻き込まれ消滅した。
EX技及び超EX技は使用しなかった。
デメラ
声 - 紗上唄菜
水属性・悪魔族・クラス2。
リヴィエール配下の小悪魔。
敵を腑抜けにする戦法が得意。自分の髪を焦がしたミミトシシを追い詰めていたが、リヴィエール共々アヴァドンの超EX技で喰われ果てた。
EX技及び超EX技は使用しなかった。
ラマンダー
マンダー→ラマンダー
火属性・ドラゴン族・クラス2。
魔王リヴィエール出現とともにデー太たちの前に複数出現した。その熱気は子供達が熱さで苦しんでしまうほど。
更にラマンダーに進化し炎の魔法陣を作り出し、魔王ムウスを現実世界に召喚するも、ムウスが倒されたことにより消滅した。
EX技及び超EX技は使用しなかった。

#### 魔王アズールのモンスター
邪神アズール
魔王アズール→邪神アズール
声 - 阿座上洋平
水属性・悪魔族・クラス4。
魔海を治める魔王。フロウの槍を使い秘宝『海王のオーブ』を手に入れたことで邪神アズールへと進化した。
その影響で無敵とも言うべき能力を見せるもダンテに唯一の弱点である魔力が集中したベルトのバックル部の宝石を攻撃され、怯んだ隙を突かれスカーレッド・ドラゴンのEX技で倒された。
EX技は「バミューダ・トライアングル」（邪神アズール）。超EX技は「絶望のバミューダ・トライアングル」。また、魔王の時はEX技「サルガッソ・スパイラル」（超EX技は「絶望のサルガッソ・スパイラル」）は使用しなかった。
原典ではアズールは第5章に登場するダンテの父親である「キャプテン・アズール」が変貌した姿だが、本編ではそのことに触れることは無かった。
他にも第1話から第28話まで使用されたオープニング映像にも登場。
魔海王タツドン
タツドン→魔海王タツドン
声 - 山下大輝
水属性・海竜族・クラス4。
魔王アズールの肩に乗っているペット。シシにちょっかいをかけようとしたことから精神面は幼い。
城に乗り込んできたファイヤ達との相対時に真の姿に変貌を遂げ、足止めを名乗り出たデー太と対峙する。高い攻撃能力や回避能力を発揮するも、上記の性格が仇となり、それを逆手に取りシシを囮にした戦法に撹乱されグランブルー・ドラゴンの超EX技で倒された。
EX技は「大しけ」。また、超EX技の「大大しけ」は使用しなかった。
吟遊詩人キドリ
声 - 飛田展男
風属性・鳥獣族・クラス3。
魔王アズールの側近で第一の僕（しもべ）。小ハーブを持つ。
アズール軍の尖兵としてファイヤ達を幾度となく苦しめるも、毎度返り討ちにされ、結果見限られた。
これを恨んでデー太を襲うも、覚醒したグランブルー・ドラゴンにフロストドラゴン諸共倒された。
ハープの音色で味方を回復する能力があるが、ユニコーンにいなされるなどキドリ自身の戦闘力は低い。
EX技及び超EX技は使用しなかった。
ブリュー
声 - 後藤ヒロキ
水属性・水族・クラス2。
アズール軍の兵士。進化系である魔海兵ブリューやその亜種である魔海魚ブブリも大量に存在する。
EX技及び超EX技は使用しなかった。
カニクラブ
水属性・水族・クラス4。
巨大な蟹の姿をしたモンスター。
スカーレッド・ドラゴンのEX技と互角に渡るほどの攻撃力や、進化前であるプチクラブをけしかける戦法でファイヤ達を苦しめたが、ダンテの援護で助けられたバーンの超EX技によって倒された。
EX技は「水鉄砲」。また、超EX技は使用しなかった。
レヴィアタン
水属性・海竜族。クラス4。
キドリが使役する海竜。
「アクアブレス」や「サンダーブレス」を使った属性攻撃を得意とする。キドリが立てた戦術に従い戦うものの、進化したヴァルカンと一部の記憶を取り戻したフロウの連携攻撃で倒された。
EX技は「マリンブレス」。また、超EX技は使用しなかった。
猛将カブト/勇将クワガ/惨将キリカマー
声 - 後藤ヒロキ（カブト） / 梶川翔平（クワガ） / 神島正和（キリカマー）
火属性（カブト・クワガ） / 風属性（キリカマー）・昆虫族・クラス3（全員）。
キドリに召喚された昆虫武将モンスター。
連携攻撃でファイヤ達を苦しめるも、自分の戦う意味を見出したフロウのEX技で3匹まとめて倒された。
その後全員が別個体ではあるものの第41話でのケロゴンの夢の中の住民として登場している。
EX技及び超EX技は使用しなかった（全員）。
魔海将（まかいしょう）フィスカ
声 - 近藤隆
水属性・悪魔族・クラス4。
水の国の北方遠征を任されていたアズールの腹心であり右腕。一人称は「私」。国の征服が完了したことにより、人間界に現れる。
冷静沈着かつ紳士的な面があり、ファイヤと相対する前にフロウとヒートの体力を回復させながらも、炎をも凍らせる等その余裕に違わぬ戦闘能力を持っている。
進化したフロウに一撃を加えられるも倒されるまでには至らず、逆に水の国の秘宝である彼のトライデントを奪い去った。
水の国の神殿で岩鉄らと対峙し、圧倒的な戦闘力を見せながらもフロウが零距離で放った「ウォータークラウン」を受けて倒された。
EX技及び超EX技は使用しなかった。
他にも第15話から第28話まで使用されたオープニング映像にも登場。
ブリザードドラゴン
水属性・ドラゴン族・クラス4。
キドリが召喚した氷のドラゴン。
氷のブレスを得意としており、火属性であるファイヤのモンスター達を苦しめたが、同時に自身も炎属性の攻撃に弱く、フロウにEX技を無効化された挙句ヒートとスカーレッド・ドラゴンの連携攻撃で倒された。
EX技は「ダイヤモンドブレス」。また、超EX技は使用しなかった。
クラーケン
水属性・水族・クラス4。
巨大なイカの姿をしたモンスター。
ダンテを人質に取り、さらに腕による連続攻撃やイカ墨でファイヤ達を苦戦させるもフロウのEX技を受けて倒された。
超EX技は「イカスミ・ストロング」。また、EX技は使用しなかった。
魔導師ジョンガリ
声 - 松風雅也
水属性・魔法使い族・クラス3。
フィスカの腹心である、犬面の魔法使いモンスター。
炎属性や氷属性の呪文が得意。フィスカと共に岩鉄らと対峙するもダンテに呆気なく倒されたが、最後に放ったアイスニードルでフィスカを援護している。
EX技及び超EX技は使用しなかった。
ロボ参式QQ型
声 - 後藤ヒロキ
土属性・機械族・クラス3。
フィスカが連れてきたモンスター。敵であるフロウとヒートの傷を癒した。
EX技及び超EX技は使用しなかった。
凍竜（とうりゅう）フロストドラゴン
水属性・ドラゴン族・クラス4。
キドリが最後に召喚したドラゴン。
氷攻撃やキドリの回復による援護でデー太のモンスターを苦しめるも、覚醒したグランブルー・ドラゴンの超EX技で倒された。
EX技及び超EX技は使用しなかった。

#### 魔王サッカーラのモンスター
邪神サッカーラ
魔王サッカーラ→邪神サッカーラ
声 - 佐藤正治
土属性・悪魔族・クラス4。
ムウス・アズールと立て続けに魔王クラスを倒したファイヤの前に現れた土の魔王。
その強さに興味を示し、遊園地アトラクション内にある5コロシアムでの戦いに招待する。一人称は「ミー」で、日本語と英語が入り混じった独特の口調が特徴。
その目的は、魔王を倒すほどの強さを誇るファイヤたちのモンスターを手に入れることだが、彼いわく「トップシークレット」と言える真の目的はバトルを自分なりに楽しむことである。そのためには事実上の「敵」であるファイヤや岩鉄にコロシアムでの勝利報酬を与え、マルドクへの進化の件も「ハプニング」で済ますなど懐柔策も厭わない。真弓は彼の目的にいち早く気付いており、ファイヤに信じるなと忠告した。
ケロゴンらを捕らえ目的は達したのか、自身の拠点に戻り、ファイヤと直接戦闘をすることになる。あらかじめ主力を封じ、大量のサルベージをけしかけるやり方は狡猾。
EX技で時間を稼ぎ、技を崩したイフリートも直接撃破して追い詰めるが、ハヤテの回復技でその思惑は崩された上にデー太たちの手でバーンらが解放されたことを知ると、邪神黒ビールで邪神化し、さらにDJホップのエールを受け圧倒するも、看破されてからは劣勢となり、怒涛の攻撃を受け砂となって崩れ落ちた。
パンドラとも繋がっていたが真相は不明。
EX技は「古神兵の壁」（魔王サッカーラ）→「古神兵の呪壁」（邪神サッカーラ）。また、どちらも超EX技は使用しなかった。
他にも第29話から第51話まで使用されたオープニング映像にも登場。
DJホップ
声 - 鈴木賢
土属性・悪魔族・クラス3。
コロシアムにおける戦闘を盛り上げるDJモンスター。一人称は「ワタクシ」。
サッカーラの拠点における決戦では、サッカーラにエールを送ることで戦闘能力を強化していたが、直接狙われバーンの超EX技で倒されてバラバラにされ倒された。
EX技及び超EX技は使用しなかった。原典では敵味方のHPを回復する技である。
なお、このモンスターはゲームよりも先に登場した（後にゲームでも登場し、その時はアニメ未登場の進化形態である「古神官ホップ」が登場している）。
ベージ
声 - 紗上唄菜、瀬川恵理
土属性・土族・クラス1。
サッカーラに仕える衛兵モンスター。衛兵ということもあり大量に存在する。
相手の言葉をオウム返しにして会話する。バトルで敗退したモンスターを奪い取ることができる。
ファイヤとのハンデバトルでは2体が登場し「かばう」でサルベージを守る戦法を取るが、バーンの超EX技でサルベージ諸共まとめて倒された。
EX技及び超EX技は使用しなかった。
イムホテプ
声 - 粕谷雄太
土属性・土族・クラス3。
ファイヤがコロシアムで相対したモンスター。
耐久力は低いものの、強力な吸収魔法が使用できる。バーンを苦しめるが、2発目の吸収魔法を使う前に先手を取られ倒された。
普通に聞いただけではよく分からない発言をしているが、これは発言が逆さま読みになっているためである。
EX技及び超EX技は使用しなかった。
魔幻銃士ダルタン
声 - 松原大典
土属性・戦士族・クラス3。
岩鉄がコロシアムで相対したモンスター。
銃撃を得意とし、弾丸に毒を仕込み「何でも食べる」アヴァドンを苦しめるが、「元の姿」を取り戻したマルドクに一閃された。
EX技及び超EX技は使用しなかった。
砂獣ヌエ
土属性・獣族・クラス3。
岩鉄がコロシアムで相対したモンスター。
相手の目に砂を浴びせることで命中率を落とすことができ、ロボ弐式陸戦型の照準を狂わせ岩鉄のメンバーを不利にさせるも、ロボが倒れ際に放った一撃が直撃し相討ちになった。
EX技及び超EX技は使用しなかった。
古神兵サルベージ
声 - 岡本寛志
土属性・土族・クラス4。
サッカーラに仕える衛兵モンスター。ベージ同様大量に存在する。
ロックの解放を賭けたファイヤとのハンデバトルで登場し、ベージの「かばう」を受けた攻撃により、単体戦を余儀なくされたバーンを苦しめるも二体のベージ諸共超EX技でまとめて倒された。
サッカーラとの直接戦闘では大量召喚され、ファイヤのモンスターの攻撃を阻んだ。
EX技は「衛兵の意地」。相手の攻撃を跳ね返す技であり、バーンの「フレイムソード」を弾き返した。ただし魔法を弾き返すことは出来ない。また、超EX技は使用しなかった。
なお、原典でのサルベージはベージの進化系である。
サソーピオン
土属性・土族・クラス4。
真弓を捕らえるためにサッカーラが送り出した、サソリ型のモンスター。
洞窟に追い詰めるも、コッコの石化つっつきによって石化させられた。
EX技及び超EX技は使用しなかった。
暗黒竜ファヴニール
土属性・ドラゴン族・クラス4。
サッカーラが「スペシャルプログラム」と称して送り出したモンスター。
真弓のモンスター3体を撃破寸前まで追い詰めるもバーンによって阻止され、その流れでファイヤと対峙する。その実力を如何なく発揮するものの、スカーレッド・ドラゴンのEX技でロックの技の射程に誘導され、そのまま倒された。
EX技は「ヘイルダム・レクイエム」。また、超EX技の「ラグナログ・レクイエム」は使用しなかった。
他にも第29話から第41話まで使用されたオープニング映像にも登場。
岩竜ロックドラゴン
土属性・ドラゴン族・クラス4。
デー太がコロシアムで相対した、岩の鱗に覆われたドラゴン。
マジカの攻撃やクフリンのEX技をも一切通さないタフさを誇る。マジカを撃破し、自身のEX技でクフリンも倒した。
EX技は「粉塵爆発」。また、超EX技の「粉塵大爆発」は使用しなかった。
他にも第29話から第41話まで使用されたオープニング映像にも登場。
シャックル
火属性・悪魔族・クラス1。
岩鉄が時間稼ぎのためにコロシアムで相対したモンスターで、2体登場。
戦闘中は特に何かをした描写は無く、完全に数合わせだった。その後は登場せず、どうなったかは不明となっている（ベヒモスの技でまとめて倒された可能性が高い）。
EX技及び超EX技は使用しなかった。
魔界騎士エッジ
声 - 田中大文
土属性・土族・クラス4。
岩鉄が時間稼ぎのためにコロシアムで相対したモンスター。第35話から第36話まで登場。
元は「デッドホール」に捕らえられた危険な囚人であり、一撃でコロシアムに傷を付ける戦闘能力は計り知れない。
ロボ弐式をカウンターで撃破し、さらにベヒモスもEX技で倒した。その後は登場せず、どうなったかは不明となっている。
EX技は「魔剣ダインスレイヴ」。また、超EX技の「血飢えの魔剣ダインスレイヴ」は使用しなかった。
原典では黒騎士エッジ、暗黒騎士エッジの進化系である。
他にも第29話から第41話まで使用されたオープニング映像にも登場。
獄長牛頭馬頭
獄卒ゴズ/獄卒メズ→獄長牛頭馬頭
声 - 滑川洋平（ゴズ、牛頭馬頭） / 川上晃二（メズ）
火属性（ゴズ）/風属性（メズ）→土属性（牛頭馬頭）・幻獣族・クラス4（ゴズ、メズはクラス3）。
サッカーラ監獄の看守であり、元はゴズ・メズと呼ばれる2体のモンスター。
2人揃ってオカマ口調で、合体後も2人が同時に喋る（こちらもオカマ口調）。脱走に成功したクフリンらと相対し、2人を捕らえた。
ファイヤ戦では二人揃ってバーンを気に入ったことで仲違いをしている隙を突かれ、スカーレッド・ドラゴンに焼き払われるも、「一人になれば問題無い」という謎の理屈で合体し、さらにバーンを執拗に狙うようになる。
EX技でトドメを刺そうとするもバーンの「フェニックスマント」で耐えられ、返しの超EX技で倒された。
EX技は「愛の拷問部屋」。また、超EX技の「愛憎の拷問部屋」は使用しなかった。
なお、原典ではロックとの関係が描かれていたが、アニメではロックと関わることが無かった。また、第6章にて登場した獄王閻魔の弟子でもある。
他にも第29話から第41話まで使用されたオープニング映像にも登場。
スカルボーンドラゴン
土属性・ドラゴン族・クラス4。
サッカーラの手で戦闘区域地下に送り込まれたデー太が相対したモンスター。戦闘不能状態となったバーン達を救出する鍵のひとつ。
グランブルー・ドラゴンのEX技を耐え、カウンターで石化させる能力を持つ。しかし、クフリンに攻撃を集中させられた隙を突かれ、ミミの超EX技で焼き払われた。
EX技は「億年石化の息」。また、超EX技の「さざれ石化の息」は使用しなかった。
古代兵器モアイ
土属性・土族・クラス4。
サッカーラの手で戦闘区域地下に送り込まれた岩鉄が相対したモンスター。戦闘不能状態となったバーン達を救出する鍵のひとつ。
戦闘経緯は不明だが、マルドクの一撃で倒された。
EX技及び超EX技は使用しなかった。
原典ではモアイの進化系である。なお、アニメでは一言も喋ることは無かったが、原典では喋る（一人称は「ワタシ」で、片仮名の字幕で表記される）。
ゴーレム
土属性・土族・クラス4。
サッカーラの手で戦闘区域地下に送り込まれた真弓が相対したモンスター。戦闘不能状態となったバーン達を救出する鍵のひとつ。
真弓のモンスターの攻撃を歯牙にもかけない耐久力を備えるも、コッコの石化つっつきで石化させられた。
EX技及び超EX技は使用しなかった。

#### 魔王ナナワライのモンスター
邪神ナナワライ
魔王ナナワライ→邪神ナナワライ
声 - 後藤ヒロキ
風属性・悪魔族・クラス4。
風隠の森およびその一族を束ねる天狗のような姿をした風の魔王。持っている八つ手型の団扇で大風を起こすことができる。
風隠の里の秘宝「風しずくの種」をファイヤに盗まれたと思い込み彼に襲い掛かる。スカーレッド・ドラゴンを一撃で倒す等、魔王の名に恥じない戦闘能力を誇る。怒りが抑えられずさらに邪神化しかけてしまうが、突如現れたオロシによって鎮められ元に戻り、風隠の里で眠りに就いた。
その後オロシの手で完全に邪神化し、ただ「風しずくの種」を取り戻そうとする意思だけが残った状態で暴走してしまった。その結果「風しずくの祭壇」に戻されたはずの「風しずくの種」を祭壇ごと破壊してしまい、風隠の森は未曾有の危機に見舞われることになった。
風しずくの樹が崩壊するまでファイヤと戦い続け敗北するも本来の心と姿を取り戻し、風隠の森をハヤテに託して消滅した。
EX技は「タロウボウの大風」（魔王ナナワライ）。超EX技は「アラミタマの大嵐」（邪神ナナワライ）。ただし、魔王時の超EX技である「ソウジョウボウの大風」、邪神時のEX技である「アラミタマの嵐」は使用しなかった。
他にも第29話から第51話まで使用されたオープニング映像にも登場。
ツチ
声 - 梶川翔平
土属性・ドラゴン族・クラス1。
森の中に現れたモンスター。
EX技及び超EX技は使用しなかった。
カラステング
声 - 神島正和
風属性・風族・クラス2。
森の中に現れたモンスター。
EX技及び超EX技は使用しなかった。
風隠の族長オロシ
声 - 服巻浩司
風属性・戦士族・クラス4。
ナナワライの息子であり、ハヤテの兄。
眠りに就いたナナワライに代わって風隠の里を取り仕切るが、同時にナナワライの完全な邪神化を進行させている。「御伽莉花の幻」で相手の精神を操ることが出来る。
実は風隠の里における権力を手に入れるために、「風しずくの種」による一連の騒動を起こした黒幕。そのためにナナワライに目を掛けられたハヤテを恨んでおり、彼を追放している。ナナワライを邪神化させた理由も、とても風隠の里を取り仕切れない状態に持ち込んで確実に自身が権力を得るためである。
ハヤテとの直接戦闘の中で暴走したナナワライの攻撃を受けそうになるが、弟によって窮地を救われた。その借りを返すが如くナナワライの攻撃からハヤテを守り、信頼とも恨みとも取れる言葉を遺して消滅した。
EX技及び超EX技は使用しなかった。
他にも第42話から第51話まで使用されたオープニング映像にも登場。
ヤマタノオロチ
風属性・ドラゴン族・クラス4。
オロシによって呼び出された三つ首のドラゴン。三つの首による連携や三つの首から放たれる「轟雷雲」と「水鉄砲」と「ポイズンブレス」でロックを苦しめたが、ロックとハヤテの連携攻撃により倒された。
EX技は「山神の怒り」。また、超EX技の「山の怒り」は使用しなかった。
他にも第42話から第51話まで使用されたオープニング映像にも登場。
カッパ
声 - 松井桃子
水属性・水族・クラス1。
ファイヤが森で出会ったモンスター。
弱っているところをファイヤに助けられるが、討伐対象であることを知るや逃げてしまった。
EX技及び超EX技は使用しなかった。
風鬼フウハク
声 - 近藤孝行
風属性・風族・クラス3。
ファイヤを討伐するために現れた風を操るモンスター。
カルラのEX技でパワーアップして真弓のモンスターを苦しめたが、最後はククルカンのEX技を喰らいナルカミ諸共倒された。
EX技及び超EX技は使用しなかった。
雷鬼ナルカミ
声 - 浜添伸也
風属性・戦士族・クラス3
ファイヤを討伐するために現れた雷を操るモンスター。
フウハク同様カルラのEX技でパワーアップして真弓のモンスターを苦しめたが、最後はククルカンのEX技を喰らいフウハク諸共倒された。
EX技及び超EX技は使用しなかった。
ちなみにゲームでのナルカミの担当声優は田中太郎である。
カルラ
声 - 高橋裕吾
風属性・風族・クラス3。
ファイヤを討伐するために現れた、烏天狗のような姿をしたモンスター。歌舞伎のような口調で喋るのが特徴。
EX技でフウハクとナルカミをパワーアップさせるが、ケツアルカトルの一撃を喰らい倒された。
EX技は「カルラの笛」。味方のスピードとパワーを強化する効果がある。また、超EX技は使用しなかった。
ハルピュイア
声 - 内藤有海
風属性・鳥獣族・クラス3。
風しずくの樹・第一階層の番をするモンスター。鳥人・ハーピーを模した姿をしている。
基本的に相手を挑発する行動や喋り方をするが、冷静な性格の真弓には通じなかった。最後は進化した雷神竜ククルカンの超EX技を喰らいシルバードラゴン諸共倒された。
EX技及び超EX技は使用しなかった。
シルバードラゴン
風属性・ドラゴン族・クラス4。
ハルピュイアと共に風しずくの樹・第一階層の番をする銀色のドラゴン。
ククルカンの「ククルカンの風」や「輝く風」などの攻撃を受けてもびくともしない耐久力と、「サンダーブレス」や「轟雷雲」でフルドとロビンを倒しククルカンを苦しめるほどの圧倒的な戦闘能力を持つが、進化した雷神竜ククルカンの超EX技でハルピュイア諸共倒された。
EX技は「アメノカンナリ」。また、超EX技は使用しなかった。
ダッキ
声 - 吉川未来
火属性・火族・クラス3。
風しずくの樹・第二階層の番をする妖艶な女狐のモンスター。ふわふわとした多数の尻尾と関西弁が特徴。
相手を洗脳状態にする「いけない声」や相手を混乱状態にする「あやしい舞」、沈黙情報にする「みだらな音」などの状態異常にする技を得意としている。また相手の優しさに付け込んで騙すことも得意であり、岩鉄の攻めの手を緩めさせてしまった。
自身の戦闘力も低くはなく、ロボ参式を倒した上にベヒモスとマルドクにEX技を喰らわせるが、進化した猛毒竜ベヒモスにEX技を発動され、フェンリル・夢獣バク諸共倒された。
ダッキは、彼女の嘘に登場した「ヤコ」にアイテム・フォックスファーを合体させることで作ることが出来る。
EX技は「ホウラクの刑」。また、超EX技は使用しなかった。
他にも第42話から第51話まで使用されたオープニング映像にも登場。
フェンリル
風属性・幻獣族・クラス3。
風しずくの樹・第二階層を守る魔獣で、ダッキ軍団の中では直接戦闘を担うモンスター。
相応の戦闘力を備えておりマルドクを苦しめるが、猛毒竜ベヒモスのEX技で他のモンスター諸共倒された。
EX技及び超EX技は使用しなかった。
原典では第5章に登場する「魔皇クジェスカ」の配下である。
夢獣バク
風属性・幻獣族・クラス4。
ダッキ・フェンリルと共に風しずくの樹・第二階層を守るモンスター。
鼻から出すシャボン玉に触れた相手を眠らせることができ、ダッキの「あやしい舞」との連携攻撃で岩鉄のモンスターを苦しめた。最後は猛毒竜ベヒモスのEX技で倒された。
EX技及び超EX技は使用しなかった。
雷神インドラ
声 - 高橋裕吾
風属性・悪魔族・クラス4。
風しずくの樹・第三階層の番をする雷を自在に操るモンスター。
強力な雷属性の技を備えており、「雷の戟」や「イカズチ」でデー太のモンスターたちを苦しめた。また多少のダメージを受けても「神酒ソーマ」を飲んで回復する上に攻撃もより強力になる。だがデー太の作戦により逆転され、最後はクフリンの超EX技で倒された。
EX技及び超EX技は使用しなかった。
聖獣バロン
火属性・幻獣族・クラス4。
風しずくの樹・第三階層を守るモンスター。目玉をギョロギョロ動かし、音を鳴らしながら首を振るのが特徴。
ビャッコとの連携攻撃でデー太のモンスターを苦しめたが、グランブルー・ドラゴンから弱点属性でもある氷属性の「ブリザードブレス」を受け、最後はマジカから同じく弱点属性でもある風属性の「ウインドソード」で倒された。
EX技は「バロンダンス」。また、超EX技は使用しなかった。
ビャッコ
風属性・幻獣族・クラス4。
インドラ・バロンと共に風しずくの樹・第三階層を守る長い尻尾をもった白い虎のモンスター。
バロンとの連携攻撃でデー太のモンスターを苦しめたが、グランブルー・ドラゴンに体当たりで吹き飛ばされた後、マジカによる弱点属性である土属性の技の「アースソード」で倒された。
EX技及び超EX技は使用しなかった。
イノベー / キジベー / ヤギベー（仮称）
声 - 金本涼輔（イノベー）、赤羽根健治（キジベー）
唯一のアニメオリジナルモンスター（後に漫画『オレカバトル オレカモンスターズ冒険烈伝』にも登場）。
風しずくの樹の番兵で、それぞれイノシシ・キジ・ヤギの頭と人間の体をしたモンスター。ヤギの頭をしたモンスターの名前は不明となっているが、ここでは「ヤギベー」と表記する。
「風しずくの種」を見つけたデー太達と激しい争奪戦を繰り広げるが、頂上でオロシの陰謀を知ってしまい、「御伽莉花の幻」で操られてしまったが、後に洗脳が解除された。
コッコに石化させられても石化が解けたり、ナナワライの暴走に巻き込まれても生き残るあたり、別の意味で計り知れない耐久力を持つ。

#### その他（モンスター）
ツブレトマト
火属性・植物族・クラス1。
魔法陣から現れたモンスター。EX技「トマトまつり」でオレカバトラーを襲った。
超EX技は使用しなかった。
レッドドラゴン
火属性・ドラゴン族・クラス4。
ファイヤが「本物のオレカバトル」で最初に相対したモンスター。前述のスカーレッド・ドラゴンとは別個体。
高い戦闘力を誇ったものの、ファイヤとの息が合ったタンタの攻撃で倒された。残ったタマゴは後のスカーレッド・ドラゴンに、ドロップしたレッドソウルはケロゴンへの進化素材となった。後に火竜のタマゴのEX技で呼び出されているが、同一個体であるかは不明である。
EX技及び超EX技は使用しなかった。
スライム
水属性・スライム族・クラス1。
魔法陣から大量に現れたモンスター。
EX技及び超EX技は使用しなかった。
ゴースト
風属性・悪魔族・クラス1。
EX技及び超EX技は使用しなかった。
魔剣士ダンテ
剣士ダンテ→魔剣士ダンテ
声 - 浜添伸也
火属性・戦士族・クラス3。
元はムウスの下から脱走した剣士。群れるのは苦手なのか、ファイヤとは数度共闘しているが正式に仲間には加わっていない。
サリエル達と戦っていたところをパンドラに強制召喚され、ファイヤと共闘した。
魔王アズールを追い、カニクラブに苦戦するファイヤ達の元に再び現れた。この時は既に魔剣士に進化していた。
アズールの罠に嵌り幽霊船で襲撃されていたところをファイヤ達に助けられるが、クラーケンを倒すとまた独り去っていった。
その後は海底神殿でアズールと対峙し、ファイヤ達と共にアズールを追い水の国の神殿まで飛んだ。さらに邪神となったアズールに苦戦を強いられていたファイヤの前に現れ、ヒートの召喚技で召喚するという形でファイヤと手を組み、アズール打倒に貢献した。
全てが終わった後はまた独り旅立っていき、その後は登場しなかったが、最終話である第51話の集合絵で顔を見せている。
EX技は「猛火剣の舞」（魔剣士ダンテ）。また、超EX技「猛火剣の舞・転」は使用せず、剣士ダンテ時代のEX技及び超EX技は使用しなかった。曰く「誰の仲間でもない」からなのか、EX技発動時特有の瞳の発光は無い。
原典ではダンテはアズールの生き別れた息子であるが、アズール同様本編ではそのことには一切触れることはなかった。
ブルードラゴン
水属性・ドラゴン族・クラス4。
ドラゴンを欲したデー太の頼みを受け、パンドラに呼び出されたドラゴン。前述のグランブルー・ドラゴンとは別個体。
ユニコーンとマジカを一撃で倒す高い戦闘能力を持つが、白騎士に進化したクフリンとのEX技の打ち合いに競り負け倒されたことでデー太の実力を認め、水竜のタマゴ（後のグランブルー・ドラゴン）を残した。
EX技は「ダイヤモンド・スクリーム」。また、超EX技は使用しなかった。
鋏竜（はさみりゅう）ザリガリオン
水属性・海竜族・クラス4。
海に現れたザリガニの姿をしたはぐれモンスター。バトルが大好きだが決して悪意で動いているわけではない。
オレカを持っていたデー太や岩鉄を襲撃し、救援に現れたファイヤおよび岩鉄と相対する。半端な攻撃では倒れないタフさに加え、鋏を切り落とされても瞬時に再生する能力を持つ。
だが、スカーレッド・ドラゴンのEX技で鋏を全て落とされ、無防備な再生の間隙を突かれ、アヴァドンの「魔王の一撃」で倒された。その後は戦いに満足したのか、戦闘後に海へと戻っていった。
超EX技は「レッドホットブレス」。分かり難いがスカーレッド・ドラゴンと撃ち合ったブレスである（ザリガリオンにブレスの通常技は無い）。また、EX技の「超再生」は使用しなかった。
ゲーム本編では登場話「鋏竜ザリガリオン」放映から1週間の間だけ、オレコマンド入力によって幻定モンスターとして入手でき、またオレカバトルとしても初の2人協力のタッグバトルとなった。翌年の2015年にも8月17日から23日に「オレカ野郎! 全員集合」で発表されるオレコマンドでも出現し、以降も登場している。
疾風の騎士ハヤテ
風の戦士ハヤテ→疾風の騎士ハヤテ
声 - 宮坂俊蔵
風属性・戦士族・クラス3。
ファイヤとサッカーラの戦いを見守る謎の戦士。古風かつ風に例えた発言をする。
打つ手無しの状況まで追い詰められたファイヤを「いやしの風」で救い、立ち去っていった。
その正体はナナワライの息子でありオロシの弟である。ふとしたことで風隠の森から追放された身であり、誤解を解くために風しずくの樹にやって来たファイヤ達と行動を共にする。
暴走するナナワライを止めようとする中で、諦めない心を爆発させ疾風の騎士へと進化を遂げた。
EX技及び超EX技は使用しなかった。
炎の戦士 / 水の戦士 / 土の戦士 / 風の戦士
声 - 興津和幸（炎の戦士）、佐藤拓也（水の戦士）、赤羽根健治（土の戦士）、宮坂俊蔵（風の戦士）
ケロゴンの夢に出てきた天界竜に挑む戦士たち。それぞれバーン、フロウ、ロック、ハヤテにそっくりな姿になっている。なお、ロックは「土の戦士ロック」の姿になっている。
天界竜バハムート
土属性・ドラゴン族・クラス4。
ケロゴンの夢に出てきた伝説の竜。様々な属性のバリアを張って戦士たちを追い詰める。
EX技及び超EX技は使用しなかった。
商人アリ
声 - 荒井聡太
水属性・水族・クラス2。
ケロゴンの夢に出てきた住民。
僧侶クリフ
声 - 山下大輝
風属性・魔法使い族・クラス2。
ケロゴンの夢に出てきた住民。
ベロ
風属性・獣族・クラス1。
ケロゴンの夢に出てきた住民。
原典ではケルベロスの進化前のモンスターである。
ロボ弐式-ジャンク
土属性・機械族・クラス2。
ケロゴンの夢に出てきた住民。
キャミネコ
風属性・魔法使い族・クラス1。
ケロゴンの夢に出てきた住民。
召喚士キカ
風属性・召喚士族・クラス2。
ケロゴンの夢に出てきた住民。
踊り子ロレル
水属性・植物族・クラス3。
ケロゴンの夢に出てきた住民。
アポロン
火属性・天使族・クラス4。
ケロゴンの夢に出てきた住民。
原典ではナルシストな性格をしているモンスターである。

#### その他（人間）
先生
声 - 山中まどか
ファイヤとデー太のクラスの担任。
真弓の母
声 - 亜城めぐ
真弓の母親。母親でありながらも自身の願望を息子に押し付け、高望みする性格をしている。
執事
声 - 荒井聡太
楓財閥家の執事であり爺や。

### スタッフ
- 原作・音楽 - コナミデジタルエンタテインメント
- 漫画原作 - 山浦聡（小学館『月刊コロコロコミック』）
- 監督 - アミノテツロ
- シリーズ構成 - 杉原研二
- キャラクターデザイン - 大森真美
- 総作画監督 - 大森真美、加藤初重、竹谷今日子
- モンスターデザイン - 加藤初重、竹谷今日子、鶴窪久子
- 美術監督 - 小倉宏昌
- 色彩設定 - 伴夏代
- 編集 - 坂本久美子
- 撮影監督 - 船倉一晃
- 音響監督 - はたしょう二
- 音楽制作 - 日本コロムビア
- 音響制作 - サウンドチーム・ドンファン
- プロデューサー - 土方真、高橋知子、古市直彦
- アニメーションプロデューサー - 千野孝敏
- アニメーション制作 - OLM、XEBEC
- 製作 - テレビ東京、NAS、OLM

### 主題歌
オープニングテーマ「オレカ オマエカ 限界バトル!!」
作詞・作曲 - 松浦勇気 / 編曲 - 長谷川智樹 / 歌 - 串田アキラ / コーラス - 石原慎一
第15話から第28話、第29話から第41話、第42話から第51話は映像の一部が変更された。

### 各話リスト
| 話数             | サブタイトル                     | 脚本           | 絵コンテ     | 演出         | 作画監督                 | 放送日        |
| ---------------- | -------------------------------- | -------------- | ------------ | ------------ | ------------------------ | ------------- |
| 第1話            | 本物のオレカバトル!!             | 杉原研二       | アミノテツロ | 長澤剛       | 松本昌代                 | 2014年 4月7日 |
| 第2話            | 戦士タンタとレッドドラゴン       | 杉原研二       | アミノテツロ | 長澤剛       | 竹谷今日子               | 4月14日       |
| 第3話            | 黒炎の戦士バーン                 | 江夏由結       | どじゃがげん | 日下直義     | 勝亦祥視                 | 4月21日       |
| 第4話            | 闇のハルバート                   | 江夏由結       | どじゃがげん | 日下直義     | 勝亦祥視                 | 4月28日       |
| 第5話            | 見参!炎の召喚士ヒート!           | 小鹿りえ       | うえだしげる | うえだしげる | 松本昌代                 | 5月5日        |
| 第6話            | アシユラ 驚異の合体!             | 小鹿りえ       | うえだしげる | うえだしげる | 岡辰也 服部一郎          | 5月12日       |
| 第7話            | ケロゴンのおつかい               | 平林佐和子     | どじゃがげん | 日下直義     | 勝亦祥視                 | 5月19日       |
| 第8話            | 怒る蛇ムシュフシュ               | 平林佐和子     | どじゃがげん | 日下直義     | 勝亦祥視                 | 5月26日       |
| 第9話            | 魔戦士タンタの逆襲!              | あみやまさはる | どじゃがげん | 日下直義     | 勝亦祥視                 | 6月2日        |
| 第10話           | 孤高の剣士ダンテ                 | あみやまさはる | どじゃがげん | 日下直義     | 勝亦祥視                 | 6月9日        |
| 第11話           | 地獄のパンドラ道場!              | 江夏由結       | 樋口香里     | 長澤剛       | 服部一郎                 | 6月16日       |
| 第12話           | 魔界の女王リヴィエール           | 江夏由結       | 樋口香里     | 長澤剛       | しんぼたくろう           | 6月23日       |
| 第13話           | 灼熱煉獄!魔王ムウスの力!         | 杉原研二       | どじゃがげん | 日下直義     | 勝亦祥視                 | 6月30日       |
| 第14話           | 激誕!スカーレッド・ドラゴン!!    | 杉原研二       | どじゃがげん | 日下直義     | 勝亦祥視                 | 7月7日        |
| 第15話           | 怒涛 カニクラブ!                 | 小鹿りえ       | うえだしげる | うえだしげる | 服部一郎                 | 7月14日       |
| 第16話           | 記憶のないオレカ                 | 平林佐和子     | うえだしげる | うえだしげる | 松本昌代                 | 7月21日       |
| 第17話           | ブルードラゴンの試練             | あみやまさはる | 吉川博明     | 日下直義     | 勝亦祥視                 | 7月28日       |
| 第18話           | 自由研究は昆虫大戦!              | 杉原研二       | 吉川博明     | 日下直義     | 勝亦祥視                 | 8月4日        |
| 第19話           | よみがえったフロウの記憶         | 杉原研二       | 孫承希       | 孫承希       | 服部一郎                 | 8月11日       |
| 第20話           | 鋏竜ザリガリオン                 | 江夏由結       | 孫承希       | 孫承希       | しんぼたくろう           | 8月18日       |
| 第21話           | パイレーツ・オブ・クラーケン     | 小鹿りえ       | どじゃがげん | 日下直義     | 勝亦祥視                 | 8月25日       |
| 第22話           | 闇の騎士 VS 光の騎士             | あみやまさはる | どじゃがげん | 日下直義     | 勝亦祥視                 | 9月1日        |
| 第23話           | 魔海将フィスカ                   | 平林佐和子     | 樋口香里     | 長澤剛       | 松本昌代                 | 9月8日        |
| 第24話           | 絶対零度 グランブルー・ドラゴン! | あみやまさはる | 樋口香里     | 長澤剛       | 勝亦祥視 岡辰也          | 9月15日       |
| 第25話           | 王子フロウの秘密                 | 江夏由結       | どじゃがげん | 日下直義     | 勝亦祥視                 | 9月22日       |
| 第26話           | 秘宝 海王のオーブ                | 平林佐和子     | どじゃがげん | 日下直義     | 勝亦祥視                 | 9月29日       |
| 第27話           | 魔海大乱戦!ダンテの決意          | 平林佐和子     | 孫承希       | 孫承希       | 遠藤栄一 勝亦祥視        | 10月6日       |
| 第28話           | 襲い来る絶望!邪神アズール        | 平林佐和子     | うえだしげる | うえだしげる | 松本昌代 白蓮珠 勝亦祥視 | 10月13日      |
| 第29話           | 打ち鳴らされるDJのゴング         | あみやまさはる | 樋口香里     | 日下直義     | 勝亦祥視                 | 10月20日      |
| 第30話           | さようならアヴァドン             | 小鹿りえ       | 樋口香里     | 日下直義     | 勝亦祥視                 | 10月27日      |
| 第31話           | 囚われの騎士ロック               | 杉原研二       | 鈴木篤哉     | 鈴木篤哉     | 関口雅浩                 | 11月3日       |
| 第32話           | 新たなるオレカバトラー           | 江夏由結       | 鈴木篤哉     | 鈴木篤哉     | 関口雅浩                 | 11月10日      |
| 第33話           | 戦慄!暗黒竜ファヴニール!         | 江夏由結       | どじゃがげん | 日下直義     | 勝亦祥視                 | 11月17日      |
| 第34話           | 潜入!サッカーラ監獄              | 小鹿りえ       | どじゃがげん | 日下直義     | 勝亦祥視                 | 11月24日      |
| 第35話           | 脱出!サッカーラ監獄              | あみやまさはる | 長澤剛       | 鎌仲史陽     | 安藤正浩                 | 12月1日       |
| 第36話           | 地獄のスイーツ ゴズ&メズ         | あみやまさはる | 長澤剛       | 鎌仲史陽     | 松本文男                 | 12月8日       |
| 第37話           | サプライズ!砂縛のおもてなし      | 小鹿りえ       | 加戸誉夫     | オジング     | 井嶋けい子               | 12月15日      |
| 第38話           | 届け!ランプにかける想い          | 平林佐和子     | 加戸誉夫     | オジング     | 磯野智                   | 12月22日      |
| 第39話           | 俺たちオレカ少年団!              | 杉原研二       | 孫承希       | 駒屋健一郎   | 湖川友謙                 | 2015年 1月5日 |
| 第40話           | 笑う邪神サッカーラ               | 杉原研二       | うえだしげる | 鈴木篤哉     | キムヒョンイル           | 1月12日       |
| 第41話           | 天界竜バハムート                 | 杉原研二       | 鎌仲史陽     | 鎌仲史陽     | 安藤正浩                 | 1月19日       |
| 第42話           | 探せ!森のモンスター!             | 江夏由結       | 鎌仲史陽     | 鎌仲史陽     | 松本文男                 | 1月26日       |
| 第43話           | 大嵐!魔王ナナワライ              | 小鹿りえ       | 栗原裕一     | 栗原裕一     | 関口雅浩                 | 2月2日        |
| 第44話           | 風隠の族長オロシ                 | あみやまさはる | 栗原裕一     | 栗原裕一     | Park Kee Deok            | 2月9日        |
| 第45話           | 霊木 風しずくの樹                | 小鹿りえ       | 折椛透       | 駒屋健一郎   | 岡辰也 洪範錫            | 2月16日       |
| 第46話           | 電撃進化!ククルカン!             | 江夏由結       | 折椛透       | 駒屋健一郎   | 松本昌代                 | 2月23日       |
| 第47話           | 衝撃進化!ベヒモス!               | 平林佐和子     | 折椛透       | 鎌仲史陽     | 安藤正浩                 | 3月2日        |
| 第48話           | 風隠の追放者                     | 杉原研二       | 鎌仲史陽     | 鎌仲史陽     | 松本文男                 | 3月9日        |
| 第49話           | 風しずくの真実!                  | 江夏由結       | 折椛透       | オジング     | 空流辺広子               | 3月16日       |
| 第50話           | ハヤテの決意                     | 平林佐和子     | 折椛透       | オジング     | 空流辺広子               | 3月23日       |
| 第51話（最終話） | 俺たちのオレカバトル!!!          | 杉原研二       | アミノテツロ | 駒屋健一郎   | 大森真美 竹谷今日子      | 3月30日       |

### 放送局
| 放送地域       | 放送局             | 放送期間                     | 放送日時           | 放送系列       | 備考            |
| -------------- | ------------------ | ---------------------------- | ------------------ | -------------- | --------------- |
| 関東広域圏     | テレビ東京         | 2014年4月7日 - 2015年3月30日 | 月曜 18:00 - 18:30 | テレビ東京系列 | 製作局 字幕放送 |
| 北海道         | テレビ北海道       | 2014年4月7日 - 2015年3月30日 | 月曜 18:00 - 18:30 | テレビ東京系列 | 字幕放送        |
| 愛知県         | テレビ愛知         | 2014年4月7日 - 2015年3月30日 | 月曜 18:00 - 18:30 | テレビ東京系列 | 字幕放送        |
| 大阪府         | テレビ大阪         | 2014年4月7日 - 2015年3月30日 | 月曜 18:00 - 18:30 | テレビ東京系列 | 字幕放送        |
| 岡山県・香川県 | テレビせとうち     | 2014年4月7日 - 2015年3月30日 | 月曜 18:00 - 18:30 | テレビ東京系列 | 字幕放送        |
| 福岡県         | TVQ九州放送        | 2014年4月7日 - 2015年3月30日 | 月曜 18:00 - 18:30 | テレビ東京系列 | 字幕放送        |
| 日本全域       | GYAO!              |                              | 月曜 0:00 更新     | ネット配信     |                 |
| 日本全域       | バンダイチャンネル | 2014年4月21日 -              | 月曜 19:00 - 19:15 | ネット配信     |                 |
| 日本全域       | ニコニコ生放送     | 2014年4月21日 -              | 月曜 19:00 - 19:15 | ネット配信     |                 |
| 日本全域       | ニコニコチャンネル | 2014年4月21日 -              | 月曜 19:15 更新    | ネット配信     |                 |

### DVD
| 巻 | 発売日         | 収録話          | 規格品番  |
| -- | -------------- | --------------- | --------- |
| 1  | 2014年7月30日  | 第1話 - 第8話   | COBC-6591 |
| 2  | 2014年9月24日  | 第9話 - 第16話  | COBC-6592 |
| 3  | 2014年11月26日 | 第17話 - 第24話 | COBC-6593 |
| 4  | 2015年1月28日  | 第25話 - 第32話 | COBC-6594 |
| 5  | 2015年3月25日  | 第33話 - 第41話 | COBC-6595 |
| 6  | 2015年5月27日  | 第42話 - 第51話 | COBC-6596 |

## オレカ野郎! 全員集合
2015年4月6日から2017年12月25日まで配信されたネット配信番組で、オレカバトル公式サイトやYoutubeのKONAMI公式チャンネルで視聴可能。全135話（番外編と最終回である第133話後の後日談を描くおまけも含むと全136話）。オレカバトルの最新情報や攻略情報をタンタローと金のケロゴン（金ケロ（サウンドエフェクトあり））が伝える。第5話からポワ子(演 - 米倉絵美)（第48話で調査のためオレカ界に帰還し一時別離、第96話で人間界に帰還し、その後も第132話、第133話でも登場）、第57話からリヴィ江(演 - 細谷美友)もレギュラーに加わった。その他、今週のオレコマンドのコーナー（第124話まで。第125話からは公式ホームページで公開）や視聴者からのお便りやオレカモンスターのイラストを紹介するコーナー（第131話で終了）もある。内容は第125話まで毎週月曜日に更新されたが、第126話から第133話は毎月第2月曜日と第4月曜日に変更し、更新された。
タイトルの「オレカ野郎」は「オレカ（を）やろう」とかけている。
また、第8話までのタイトルロゴは「8時だョ!全員集合」のロゴをもじっていたが、第9話以降はオレカバトルのロゴをアレンジした独自のものに変更され、オープニングアニメーションは第57話から変更された。
2024年11月1日にはYoutubeのオレカTV! 【オレカバトル公式】にて第134話が配信された。

## 備考
- デモプレイで戦っているモンスターはその筐体で実際に戦ったプレイヤーのモンスターである。
- デモプレイが終わると、それぞれの章の主要ボスモンスターの討伐リストが表示される。最大8件まで登録でき、リストにはプレイヤー名と討伐した際に使用したモンスターのアイコンが表示され、レバーを上下に倒すとリストのページ送りができる。
- 英語表記の注意画面では、祝日やバレンタインデー等の記念日になるとパンドラがその日にちなんだコメントを言うときがある。